# Quatorze régions de la Rome augustéenne
Cet article concerne les quatorze régions de Rome créées par Auguste. Pour la division antérieure de Rome en quatre régions, voir Tribu (Rome antique). Pour les onze régions de l'Italie créées par Auguste, voir Italie (époque romaine).

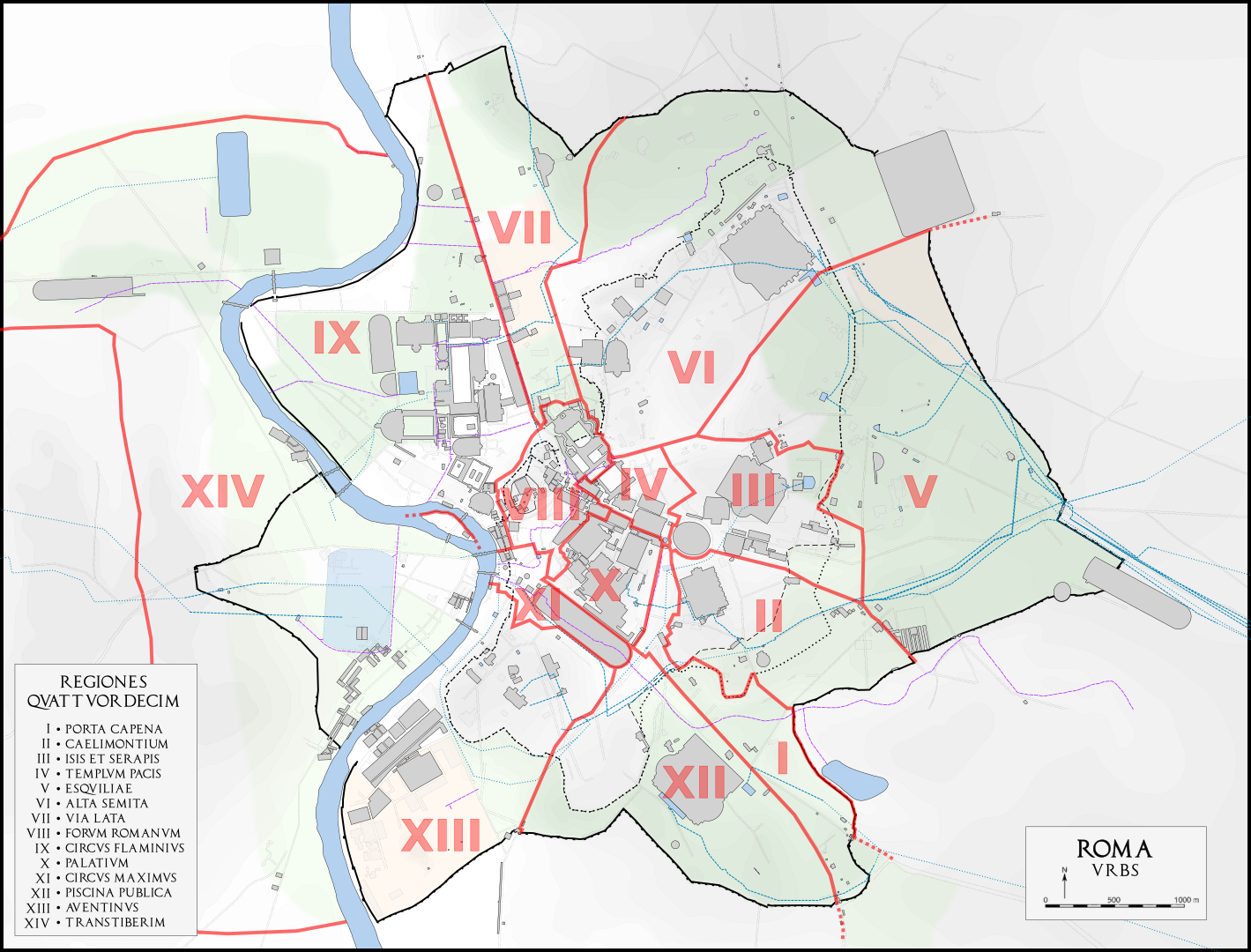
Plan intemporel de la Rome antiqueRouge : délimitation et numérotation des quatorze régions augustéennes.
Tirets bleus : tracé des aqueducs.
Noir pointillé : tracé de la muraille servienne.
Noir : tracé des murs d'Aurélien.
Gris : empreinte des principaux monuments.
Vert pâle : délimitation des principaux jardins.

L'organisation en quatorze régions de la Rome augustéenne (en latin : regiones quattuordecim ou XIV regiones) est une division administrative de la ville de Rome antique entreprise par Auguste. Elle remplace la division en quatre régions ou quartiers traditionnellement attribuée à Servius Tullius, sixième roi de Rome. Les régions augustéennes sont par la suite divisées en quartiers (vici). À l'origine, les régions sont désignées par leur numéro mais elles acquièrent progressivement des surnoms dérivés des principaux monuments ou éléments topographiques qu'elles contiennent. La réorganisation entreprise par Auguste reste fonctionnelle jusqu'au VIIe siècle où elle est remplacée par une division en sept paroisses.
Pour un article plus général, voir Organisation de la ville de Rome antique.

## Nouvelle division administrative
En 7 av. J.-C.,, Auguste entreprend une réforme de l'administration municipale de Rome. Une des mesures substitue à la division en quatre régions (regiones quattuor ou IV regiones), dont la création est traditionnellement attribuée à Servius Tullius, une nouvelle division de la ville en quatorze régions administratives, plus adaptée à une ville qui a fortement évolué démographiquement et dont les limites des quartiers résidentiels dépassent largement celles de l'antique Mur Servien. En abandonnant les anciennes divisions basées sur les quatre tribus urbaines instituées par Servius Tullius, Auguste souhaite donner de l'importance aux vici, structures déjà existantes mais administrativement sous-exploitées, et les répartit dans les nouvelles régions, circonscriptions plus vastes. La ville de Rome devient alors souvent désignée par l'Urbs XIV regionum ou l'Urbs sacra XIV regionum.
L'objectif d'Auguste ne se limite pas à une simple et nécessaire réorganisation administrative. La nouvelle répartition des vici, structures sur lesquelles ont pu s'appuyer les meneurs de séditions tel Clodius, permet à l'empereur d'établir une sorte de « contrôle social » sur la plèbe urbaine. En effet, les magistrats subalternes placés à leur tête, en théorie choisis par les habitants de chaque quartier, sont loyaux à l'empereur et responsables de la célébration de deux cultes attachés à la personne de l'empereur, ceux des Lares d'Auguste (Lares Augusti) et de son genius.

### Les régions
À l'origine, les régions (regiones urbi) ne sont désignées que par leur numéro,,,, mais les noms qui nous ont été transmis par les catalogues des Régionnaires du IVe siècle deviennent un usage courant, peut-être dès la fin du Ier siècle. Le fait que les noms de certaines régions soient peu éloquents (par exemple la regio I baptisée simplement Porta Capena ou la regio IX nommée Circus Flaminius alors qu'elle comprend l'ensemble du Champ de Mars) semble indiquer qu'il s'agit de noms usuels et non officiels. Leurs limites dépassent celles du pomerium et intègrent les pagi périphériques afin d'étendre la compétence des différents magistrats municipaux à tout le tissu urbain romain (continentia aedificia). La somme des superficies de toutes les régions atteint 1 385 hectares lors de leur création,.
À la tête de chaque regio est placé un magistrat annuel, tiré au sort parmi les préteurs, tribuns de la plèbe et édiles élus pour l'année. Il dispose d'une autorité administrative et religieuse comprenant le contrôle des nouvelles constructions et la réalisation des sacrifices aux dieux. Lors des cérémonies, ils sont accompagnés par des lictores populares denuntiatores. Toutefois, étant donné que ce magistrat administre la région en plus de sa tâche normale, la plupart du temps, il ne s'investit pas suffisamment dans les affaires de la région considérant sa charge municipale comme une charge purement honorifique. Afin de remédier à ce problème, au début du IIe siècle, les chefs de régions sont remplacés par des curateurs (curatores) recrutés parmi les affranchis. Ces curateurs disposent de moins de pouvoir que les magistrats précédents, une partie des missions passant sous la responsabilité du préfet des vigiles.

### Les quartiers
Chaque région est divisée en vici, quartiers ou ensembles de rues, administrés par des magistrats créés pour l'occasion, les magistri vicorum ou vicomagistri, élus par les habitants. D'abord au nombre de quatre par vicus, leur nombre passe plus tard à quarante-huit par région, indépendamment du nombre de vici qu'elle contient. Ils assistent le magistrat annuel puis les deux curatores placés à la tête de chaque région.
Tout comme les magistrats chargés d'une région, qui sont leurs supérieurs et exercent un contrôle sur eux, les vicomagistri ont à la fois une fonction administrative et religieuse. Ils sont assistés par des ministri dans leurs tâches. Toutefois, il semble que bien souvent le côté religieux ait pris le pas sur l'administration et toutes les inscriptions qui nous sont parvenus concernent des vicomagistri traitant des affaires religieuses. Ils doivent ainsi veiller à l'entretien des chapelles, à la célébration de certaines fêtes religieuses dédiées aux dieux Lares des rues ou des carrefours ou au Génie de l'empereur. Ils peuvent être chargés de la présidence de cérémonies ou de fêtes religieuses de quartier comme les Compitalia. Ils possèdent par ailleurs quelques attributions relatives à la paix publique qui se traduisent par une collaboration avec le préfet des vigiles et des missions de maintien de l'ordre. Enfin, ils contrôlent le commerce local et représentent leur quartier auprès des autorités.

## Détermination du tracé des régions
La détermination des contours exacts des régions issues de la division augustéenne est malaisée étant donné qu'ils ne figurent sur aucun des plans antiques qui nous sont parvenus. Les auteurs antiques qui mentionnent la réforme administrative d'Auguste ne sont pas assez précis pour combler totalement cette lacune. Les historiens et archéologues modernes peuvent néanmoins s'appuyer sur différents types de documents, des textes anciens aux résultats des dernières fouilles archéologiques.

### Évolution des limites de la ville
La reconstitution du tracé des régions se base tout d'abord sur la connaissance des limites de la ville de Rome sous la République, limites qui dépendent du pomerium et du tracé de l'enceinte servienne. La ville à proprement dite est donc à cette époque entièrement située sur la rive gauche du Tibre. Son périmètre est évalué à 9 650 mètres et sa superficie à environ 320 hectares.
Sous l'Empire, une forte croissance démographique a entrainé l'extension rapide de l'habitat en dehors du périmètre républicain. Le tracé du mur défensif construit à l'instigation de l'empereur Aurélien constitue un bon repère pour les historiens car il est connu exactement étant donné qu'il est encore aujourd'hui en grande partie bien conservé. Néanmoins, ce tracé ne correspond pas aux limites de la ville sous l'Empire, certainement parce qu'il n'est pas possible à l'époque de protéger efficacement toute la ville, trop étendue. Le tracé a donc été réfléchi afin de protéger les zones les plus importantes. Le périmètre de l'enceinte, de 18 838 mètres, est donc inférieur au périmètre de la Rome impériale évalué à près de 22 300 mètres, pour une superficie d'environ 1 783 hectares. Par conséquent, certaines régions s'étendent à l'extérieur du mur et leurs superficies peuvent être sous-évaluées. Ce serait le cas pour les regiones IX, VII et VI au nord et pour les regiones V et I au sud. Mais la région qui dépasse le plus de cette enceinte est la regio XIV. Seule une partie de la zone comprise entre le Tibre et les pentes du Janicule est incluse dans l'enceinte. La majeure partie de cette région, qui comprend la colline du Janicule et la plaine vaticane, se trouve à l'extérieur.

### Les Régionnaires
Ces catalogues précisent le nombre des édifices par type, le nombre de vici, les monuments remarquables, ainsi que le nombre de vicomagistri et de curatores pour chaque région. Ils permettent d'appréhender leur délimitation au IVe siècle. Malgré toutes ces précisions qui laissent penser qu'il a pu s'agir de documents administratifs utilisés par la préfecture urbaine, les catalogues semblent trop lacunaires et les relevés manquent trop de rigueur pour être considérés comme tels.

## Description des régions

### Regio I: Porte Capène
La première région dans la classification des Régionnaires tire son nom d'une des portes du Mur Servien, la Porte Capène, qui marque l'arrivée dans Rome de la Voie Appienne. La région s'étire d'abord  le long de la vallée entre le Mont Palatin et le Caelius de la fontaine Meta Sudans, où convergent les limites des regiones I, II, III, IV et X, à la Porte Capène. Puis elle suit la vallée au sud du mont Caelius jusqu'au mur d'Aurélien entre la Porte Appia et la Porte Metronia. Elle est bordée au nord par les regiones III et IV, à l'ouest par les regiones X et XIII, au sud par la regio XII et à l'est par la regio II. La région adopte une forme beaucoup plus irrégulière que les autres régions. Il est possible que la dépression comprise entre le Palatin et le Caelius ne fasse pas partie de la regio I mais plutôt d'une des deux régions limitrophes, la regio II à l'est ou la regio X à l'ouest.
Selon les Régionnaires, la regio I a un périmètre de 12 211 pieds, soit 3 617 mètres, bien qu'il soit évalué à 7 086 mètres par les historiens modernes. La superficie de la région est estimée à 765 000 m2, 1 320 000 m2 si on considère qu'elle s'étend au-delà du mur d'Aurélien, jusqu'à la rivière Almo.
Au IVe siècle, la région est divisée en dix vici gérés par deux curatores et 48 vicomagistri. Elle contient 3 250 insulae et 120 domus. Les habitants disposent de 10 édicules, 16 horrea, 86 balnea, 87 fontaines et 20 boulangeries.
| Notitia du Chronographe de 354                                   | Traduction | Plan                                                          |
| ---------------------------------------------------------------- | --- | ------------------------------------------------------------- |
| Aedem Honoris et Virtutis                                        | Temple de l'Honneur et de la Vertu. | Délimitation de la Regio I Porta Capena dans la Rome antique. |
| Camenas et lacum Promethei                                       | Fontaine dédiée aux Muses et bassin de Prométhée. | Délimitation de la Regio I Porta Capena dans la Rome antique. |
| Balineum Torquati et Vespasiani                                  | Bains de Torquatus et de Vespasien. | Délimitation de la Regio I Porta Capena dans la Rome antique. |
| Thermas Severianus et Commodianas                                | Thermes de Commode. | Délimitation de la Regio I Porta Capena dans la Rome antique. |
| Aream Apollonis et Splenis et Calles                             | Aire sacrée d'Apollon, Splenis et Calles. | Délimitation de la Regio I Porta Capena dans la Rome antique. |
| Vicum vitrarium aream pannariam                                  | Quartier avec commerces en lien avec la fabrication de vêtements.                                                                                                  | Délimitation de la Regio I Porta Capena dans la Rome antique. |
| Mutatorium Caesaris • aream carruces                             | Endroit où sont entreposés les transports et chariots impériaux et place publique où sont laissés les chariots privés dont la circulation est interdite dans Rome. | Délimitation de la Regio I Porta Capena dans la Rome antique. |
| Balineum Bolani et Mamertini • Balineum Abascanti et Antiochiani | Bains de Sextus Petronius Mamertinus, préfet du prétoire entre 139 et 143 apr. J.-C., et de Titus Flavius Abascantus, affranchi de Domitien.                       | Délimitation de la Regio I Porta Capena dans la Rome antique. |
| Aedem Martis et Minervae et Tempestatis                          | Temple de Mars, de Minerve et Tempestatis. | Délimitation de la Regio I Porta Capena dans la Rome antique. |
| Arcum divi Veri Partici et divi Traiani et Drusi                 | Arc de Lucius Verus, arc de Trajan et arc de Drusus. | Délimitation de la Regio I Porta Capena dans la Rome antique. |
| Flumen Almonis                                                   | Rivière Almo. | Délimitation de la Regio I Porta Capena dans la Rome antique. |

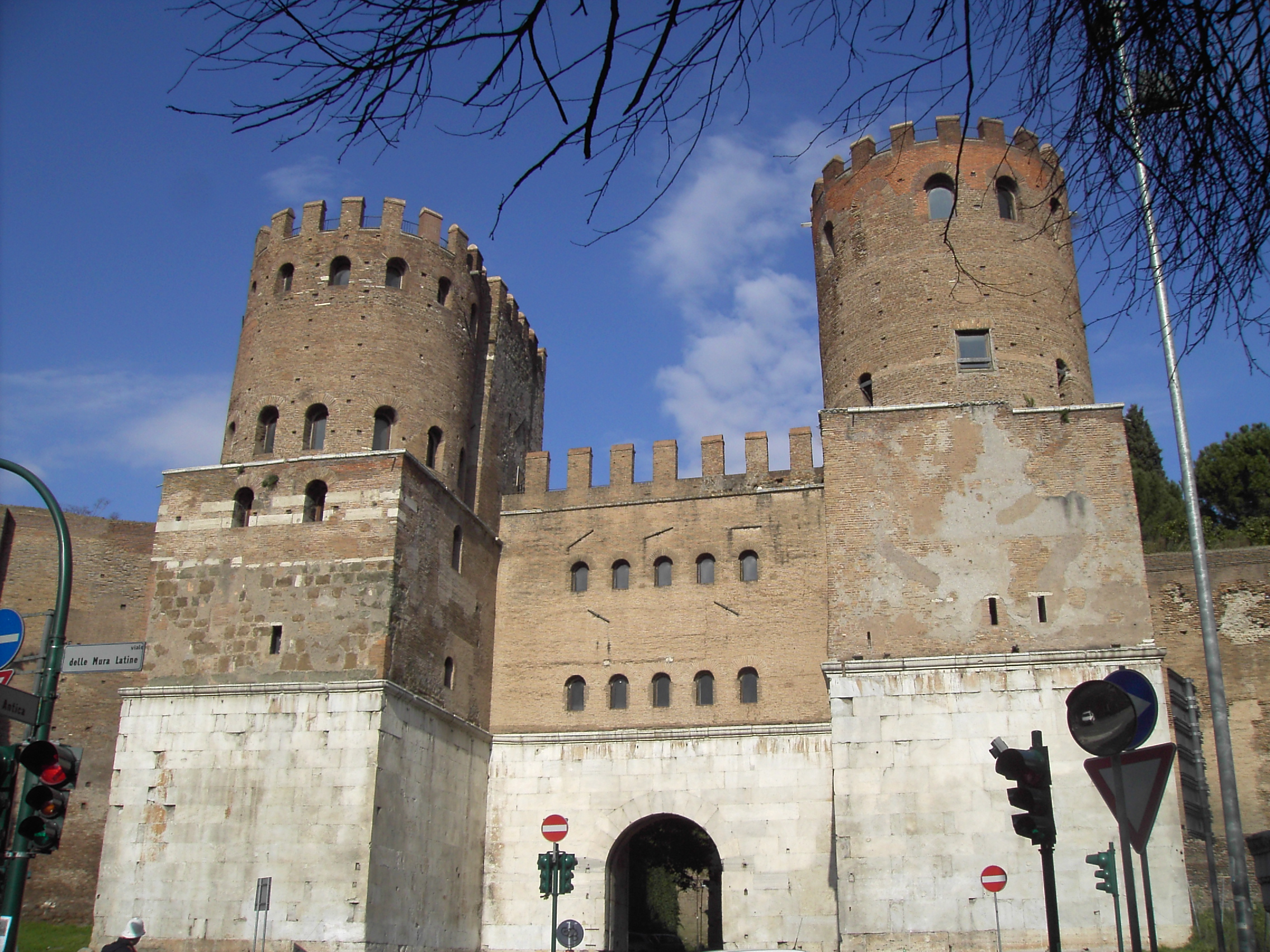
Porte Appienne du mur d'Aurélien.
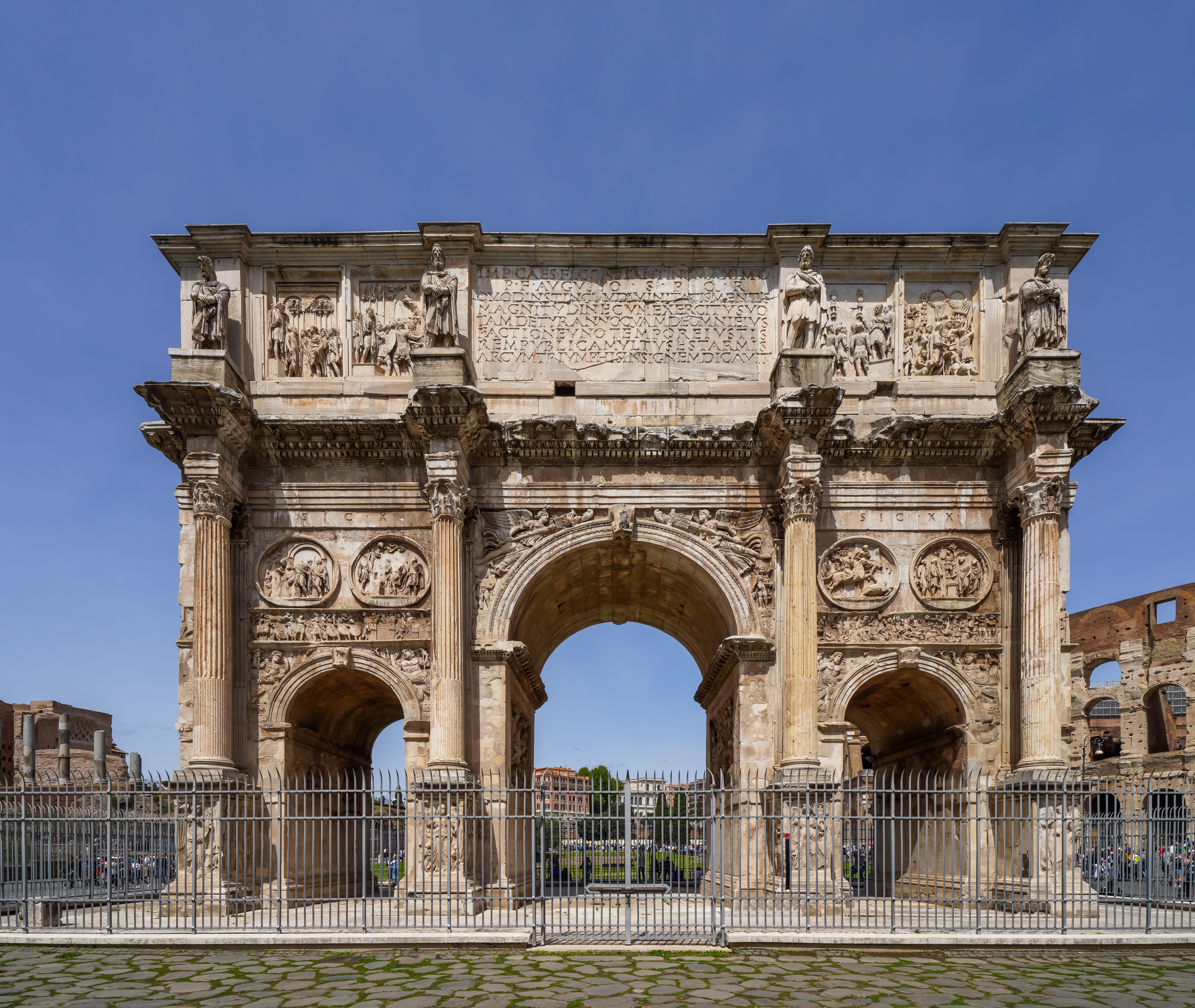
Arc de Constantin.
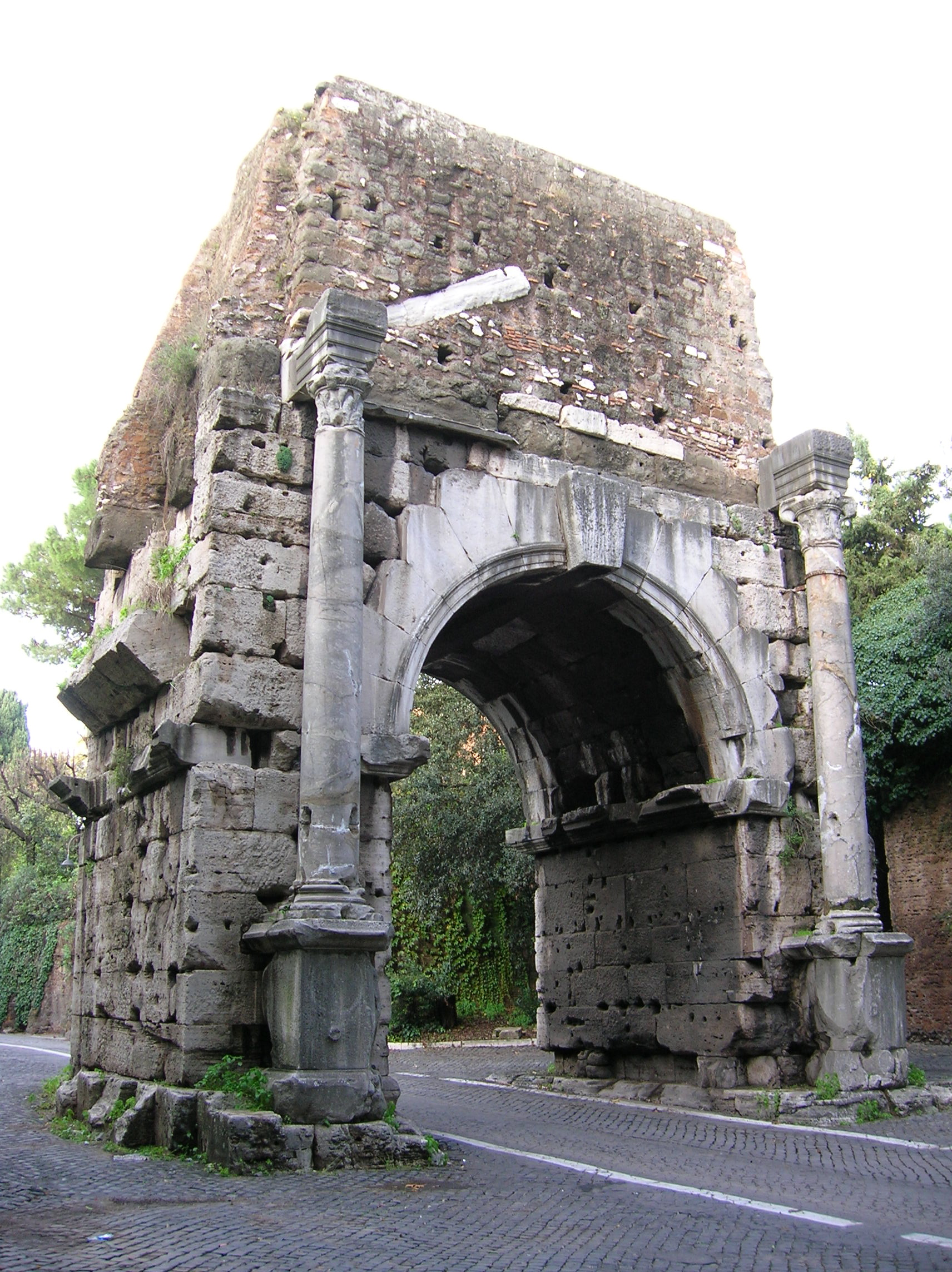
Arco di Druso, voûte de l'Aqua Antoniniana Iovia.

### Regio II: Mont Caelius
Cette deuxième région suit les contours de la colline du Caelius dont elle tire son nom, comprenant les deux sommets de la colline, le Caelius maior et le Caelius minor (ou Caeliolius). Elle s'étend du temple du Divin Claude jusqu'au mur d'Aurélien, comprise entre la via Latina et la via Tuscolana. La région est limitrophe, au nord, des regiones III et V, et au sud et sud-ouest, de la regio I.
Selon les Régionnaires, la regio II a un périmètre de 12 200 pieds, soit 3 611 mètres, bien qu'il soit évalué à 3 893 mètres par les historiens modernes. La superficie de la région est estimée à 643 000 m2.
Au IVe siècle, la région est divisée en sept vici gérés par deux curatores et 48 vicomagistri. Elle contient 3 600 insulae et 127 domus. Les habitants disposent de 7 édicules, 27 horrea, 85 balnea, 65 fontaines et 15 boulangeries.
| Notitia du Chronographe de 354         | Traduction | Plan                                                           |
| -------------------------------------- | --- | -------------------------------------------------------------- |
| Templum Claudii                        | Temple du Divin Claude. | Délimitation de la Regio II Caelimontium dans la Rome antique. |
| Macellum magnum                        | Marché de Néron. | Délimitation de la Regio II Caelimontium dans la Rome antique. |
| Lupanarios                             | Établissements offrant le service de prostituées. | Délimitation de la Regio II Caelimontium dans la Rome antique. |
| Antrum Cyclopis                        | Grotte des Cyclopes. | Délimitation de la Regio II Caelimontium dans la Rome antique. |
| Cohortem V vigilum                     | Caserne de la Ve cohorte de vigiles couvrant les regiones I et II. | Délimitation de la Regio II Caelimontium dans la Rome antique. |
| Castra peregrina                       | Caserne des pérégrins. | Délimitation de la Regio II Caelimontium dans la Rome antique. |
| Caput Africae • Arborem sanctam        | « Tête de l'Afrique », arbre sacré. Centre de formation (paedagogium) des esclaves impériaux, tenant probablement son nom d'une sculpture voisine, sur le Vicus Capitis Africae, représentant une allégorie de la province d'Afrique et les ornements d'un éléphant. | Délimitation de la Regio II Caelimontium dans la Rome antique. |
| Domum Philippi • Victiliana            | Domus de Philippe, domus victilienne. | Délimitation de la Regio II Caelimontium dans la Rome antique. |
| Ludum matutinum et Gallicum            | Aire d'entrainement, écoles de gladiateurs. | Délimitation de la Regio II Caelimontium dans la Rome antique. |
| Spoliarium • Samiarium • Armamentiarum | Annexes du Colisée : morgue, armurerie, hôpital. | Délimitation de la Regio II Caelimontium dans la Rome antique. |
| Micam aureum                           | « Flocon doré », loge du palais de Néron. | Délimitation de la Regio II Caelimontium dans la Rome antique. |

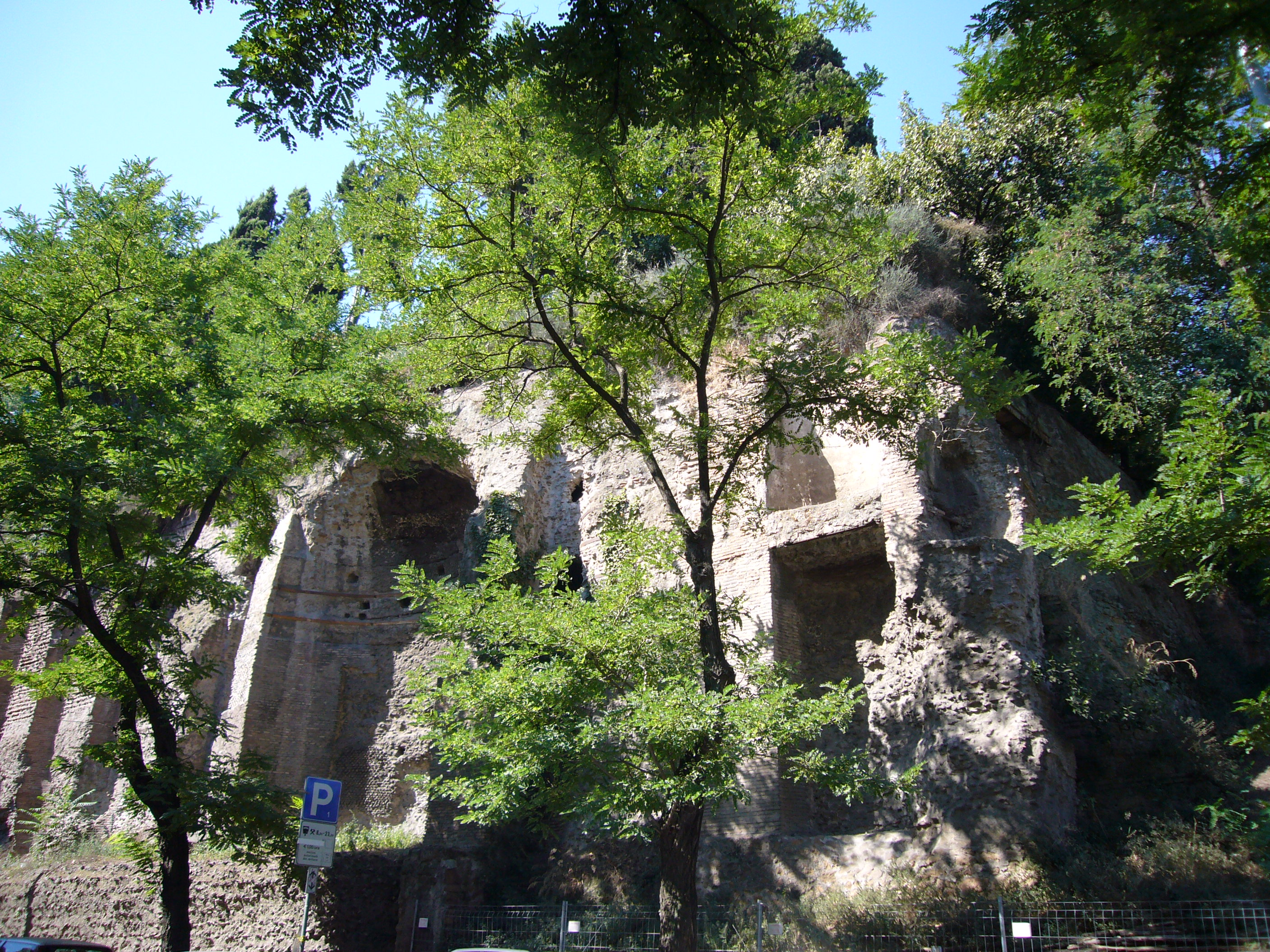
Substructions du temple du Divin Claude.
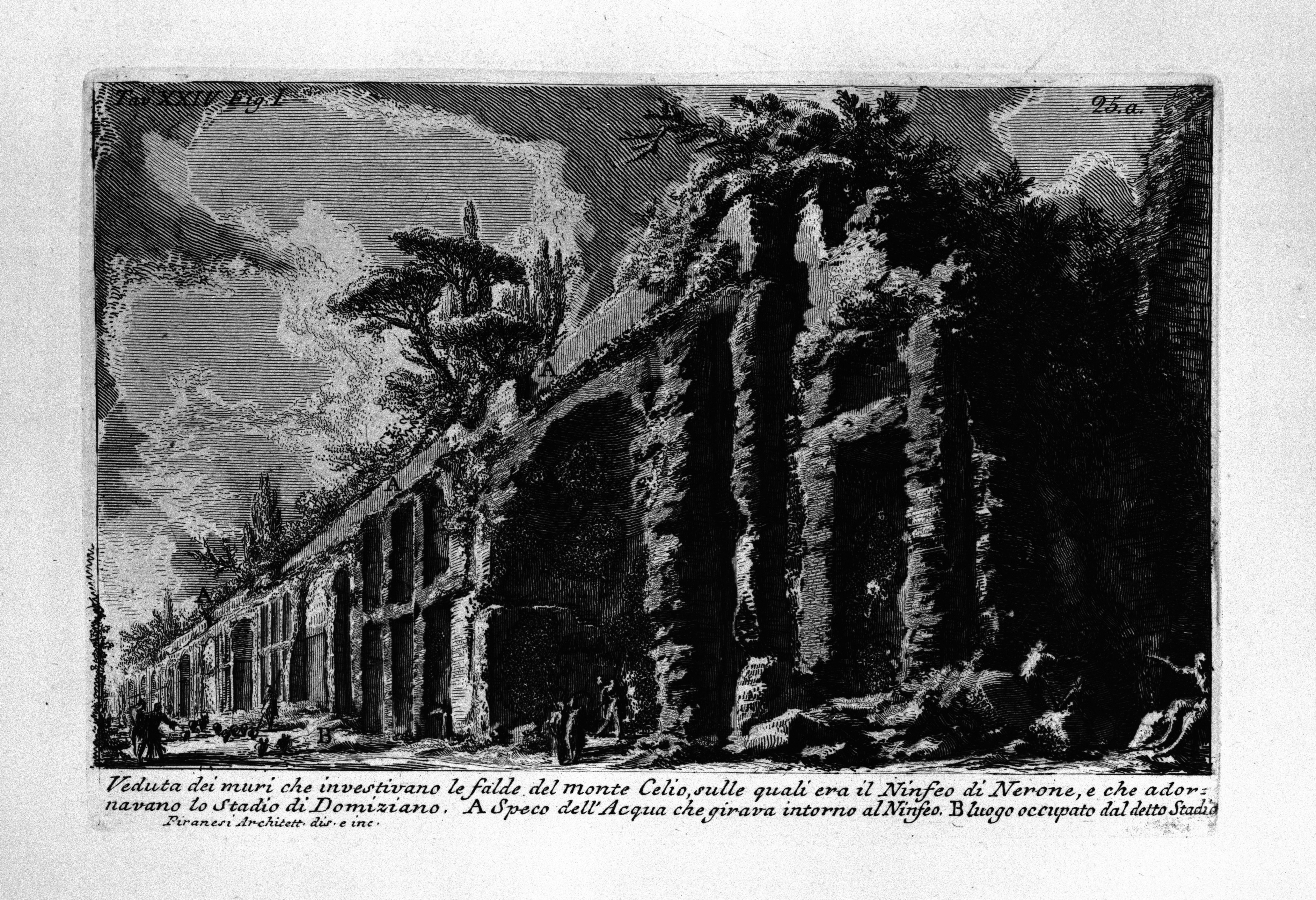
Vestiges du nymphée monumental, Piranèse.
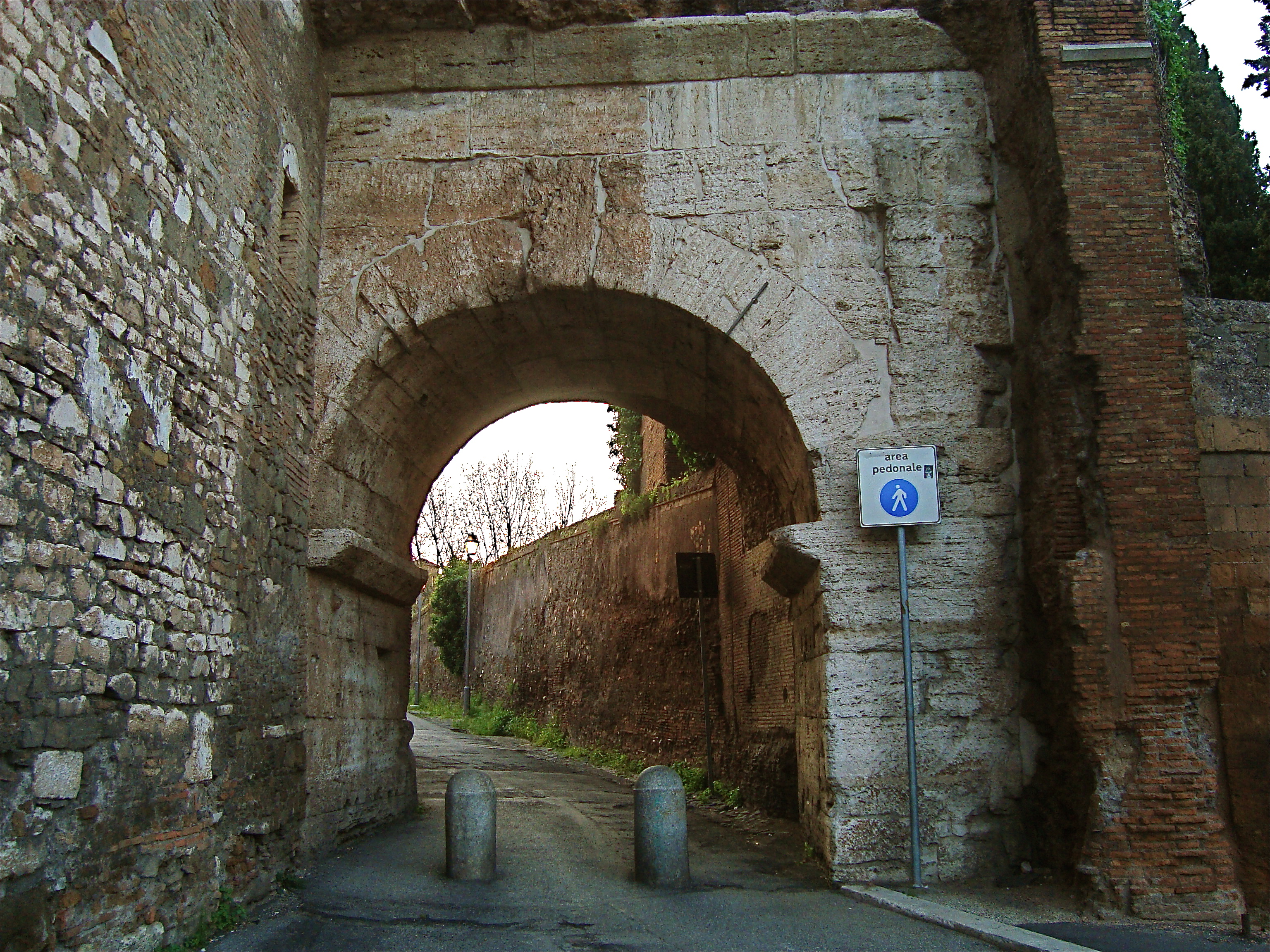
Arc de Dolabella et Silanus.

### Regio III: Isis et Sérapis
La troisième région augustéenne tient son nom du sanctuaire d'Isis et Sérapis sur la via Labicana. Elle couvre la zone comprise entre les pentes du Caelius au sud, l'Esquilin à l'est, le Colisée à l'ouest, et le Cispius au nord. La colline de l'Oppius appartient à cette région. Cette dernière est bordée au sud par la regio II et une courte extrémité de la regio I, à l'est par la regio V et au nord et à l'ouest par la regio IV.
Selon les Régionnaires, la regio III a un périmètre de 12 350 pieds, soit 3 656 mètres. Au IVe siècle, la région est divisée en douze vici gérés par deux curatores et 48 vicomagistri. Elle contient 2 757 insulae et entre 60 et 160 domus. Les habitants disposent de 12 édicules, 17 horrea, 80 balnea, 65 fontaines et 16 boulangeries.
| Notitia du Chronographe de 354       | Traduction                                                                                | Plan                                                               |
| ------------------------------------ | ----------------------------------------------------------------------------------------- | ------------------------------------------------------------------ |
| Amphitheatrum qui capit loca LXXXVII | Amphithéâtre flavien, « qui peut accueillir 87 000 spectateurs ».                         | Délimitation de la Regio III Isis et Serapis dans la Rome antique. |
| Ludum matutinum et Dacicum           | Écoles et centres d'entrainement de gladiateurs                                           | Délimitation de la Regio III Isis et Serapis dans la Rome antique. |
| Domum Brutti Praesentis              | Maison de Brutius Praesens, IIe siècle                                                    | Délimitation de la Regio III Isis et Serapis dans la Rome antique. |
| Summum choragum                      | Principal fournisseur de matériel pour les spectacles dans les théâtres et amphithéâtres. | Délimitation de la Regio III Isis et Serapis dans la Rome antique. |
| Monetam                              | Atelier de frappe de monnaie.                                                             | Délimitation de la Regio III Isis et Serapis dans la Rome antique. |
| Lacum pastorum                       | Bassin des bergers.                                                                       | Délimitation de la Regio III Isis et Serapis dans la Rome antique. |
| Scholam quaestorum et caplatorum     | Écoles des questeurs et des caplatores, fabricants d'huile d'olive.                       | Délimitation de la Regio III Isis et Serapis dans la Rome antique. |
| Thermas Titianas et Traianas         | Thermes de Titus et de Trajan.                                                            | Délimitation de la Regio III Isis et Serapis dans la Rome antique. |
| Porticum Liviae                      | Portique de Livie.                                                                        | Délimitation de la Regio III Isis et Serapis dans la Rome antique. |
| Castra Misenatium                    | Caserne des marins de Misène.                                                             | Délimitation de la Regio III Isis et Serapis dans la Rome antique. |

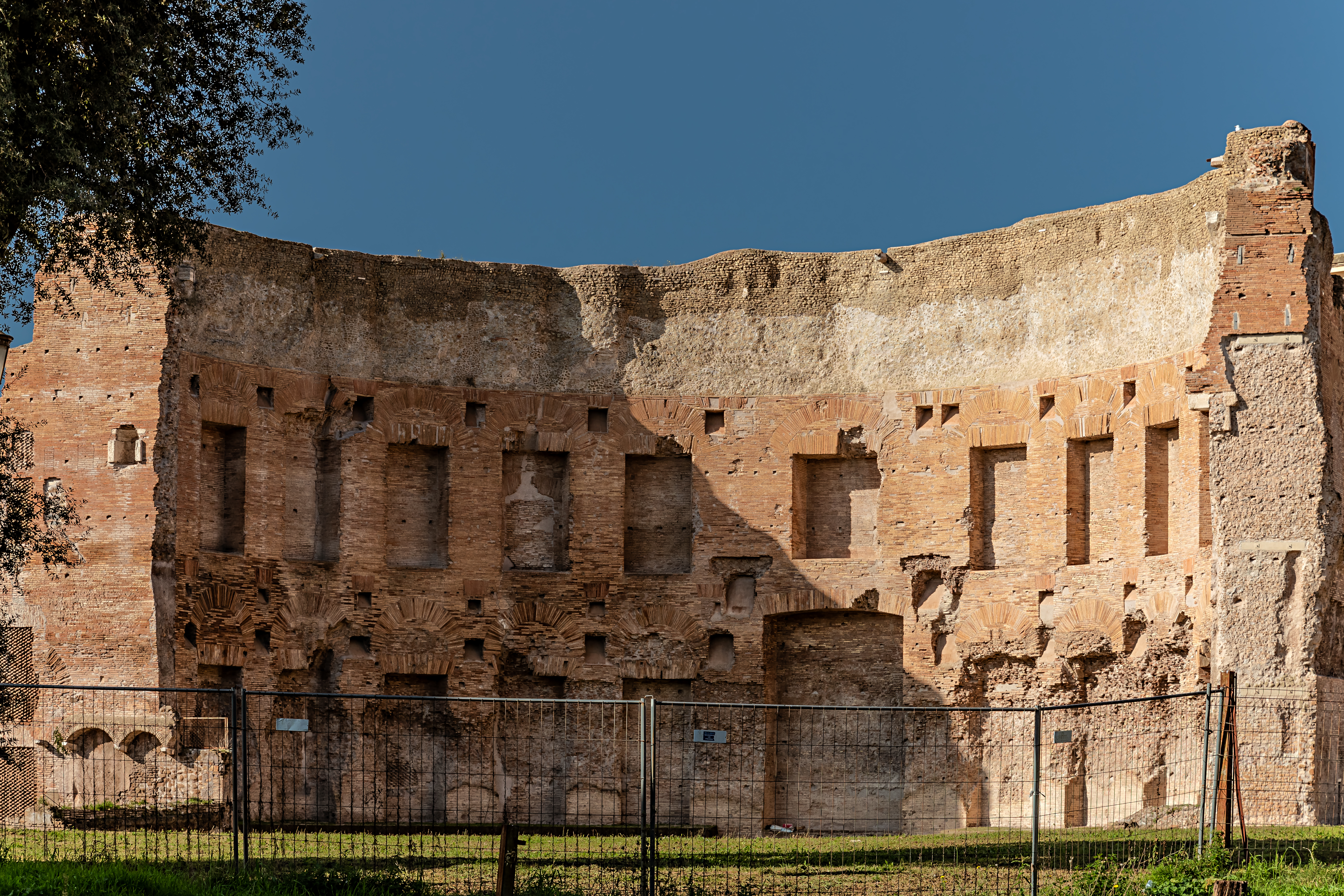
Exèdre des thermes de Trajan.
Le Colisée.
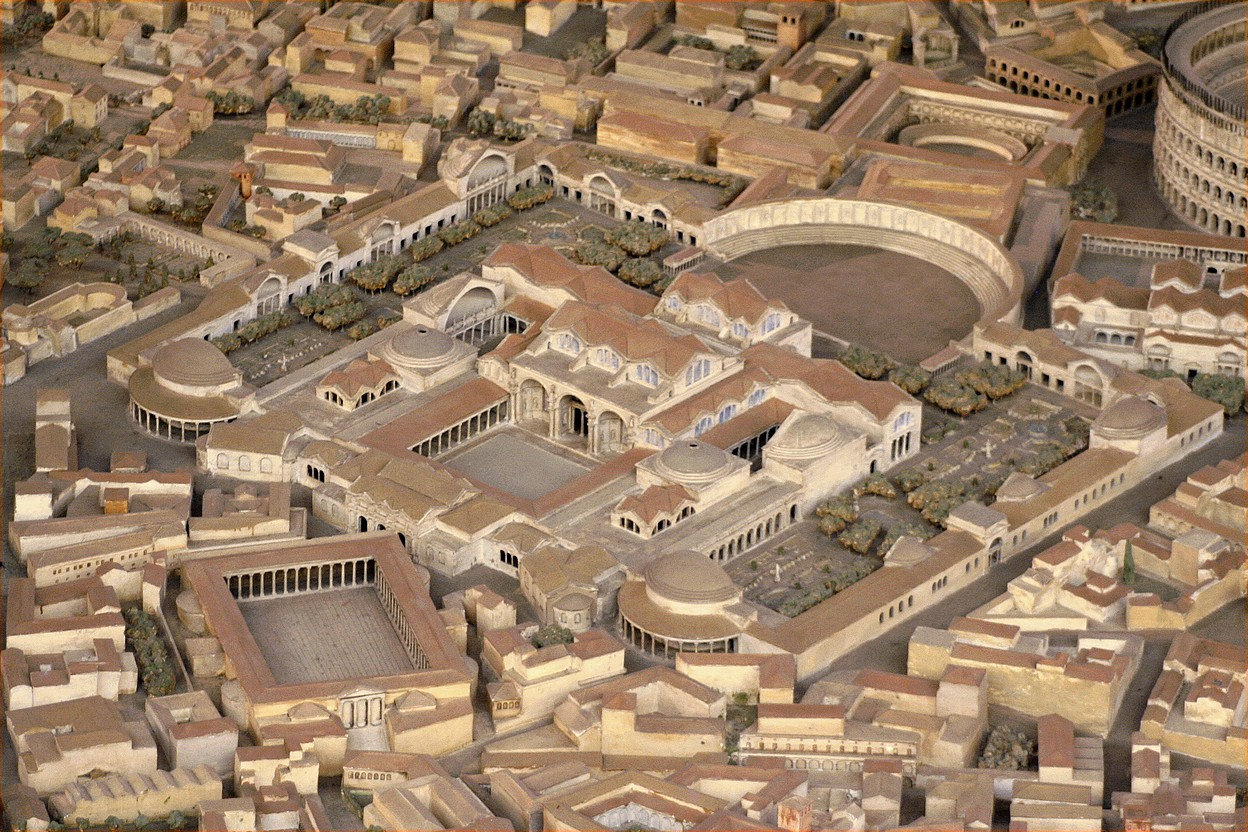
Une partie de la Regio III sur le plan de Gismondi.

### Regio IV: Temple de la Paix
La quatrième région tire son nom du temple de la Paix construit par Vespasien. La région couvre une zone correspondant à la dépression entre le Viminal et l'Esquilin occupée par le quartier de Subure, les contreforts des collines du Fagutal et du Cispius et une partie de la colline de la Velia. sa frontière au nord et à l'ouest se matérialise par le Clivus Suburanus, l'Argilète et la Voie Sacrée. Elle est bordée au nord et nord-ouest par la regio VI, à l'ouest par la regio VIII, au sud par la regio X et une petite partie de la regio I et à l'est par les regiones III et V.
Selon les Régionnaires, la regio IV a un périmètre de 13 000 pieds, soit 3 848 mètres. Au IVe siècle, la région est divisée en huit vici gérés par deux curatores et 48 vicomagistri. Elle contient 2 757 insulae et 88 domus. Les habitants disposent de 8 édicules, 18 horrea, 75 balnea, 78 fontaines et 15 boulangeries.
| Notitia du Chronographe de 354                                                     | Traduction | Plan                                                            |
| ---------------------------------------------------------------------------------- | --- | --------------------------------------------------------------- |
| Porticum absidatum                                                                 | Portique à l'extrémité du Transitorium, tourné vers l'Argilète, où a été déposée une partie du butin provenant de Jérusalem. | Délimitation de la Regio IV Templum Pacis dans la Rome antique. |
| Aream Vulcani                                                                      | Volcanal. | Délimitation de la Regio IV Templum Pacis dans la Rome antique. |
| Aureum bucinum                                                                     | « Buccin d'or ». | Délimitation de la Regio IV Templum Pacis dans la Rome antique. |
| Apollinem sandaliarum                                                              | Statue d'Apollon sur le Vicus Sandalarius.                                                                                   | Délimitation de la Regio IV Templum Pacis dans la Rome antique. |
| Templum Telluris                                                                   | Temple de Tellus. | Délimitation de la Regio IV Templum Pacis dans la Rome antique. |
| Horrea chartaria                                                                   | Entrepôt pour le papier. | Délimitation de la Regio IV Templum Pacis dans la Rome antique. |
| Tigillum sororum                                                                   | Probablement une porte associée à deux autels.                                                                               | Délimitation de la Regio IV Templum Pacis dans la Rome antique. |
| colossum altum pedes CII s. habet in capite radia numero VII singula pedum XXII s. | Colosse de Néron de 102 pieds de haut, portant sur sa tête une couronne de sept rayons long chacun de 6,7 mètres.            | Délimitation de la Regio IV Templum Pacis dans la Rome antique. |
| Metam sudantem                                                                     | Fontaine Meta Sudans, littéralement « la borne qui suinte ».                                                                 | Délimitation de la Regio IV Templum Pacis dans la Rome antique. |
| Templum Romae et Veneris                                                           | Temple de Vénus et de Rome.                                                                                                  | Délimitation de la Regio IV Templum Pacis dans la Rome antique. |
| Aedem Iovis statoris                                                               | Temple de Jupiter Stator. | Délimitation de la Regio IV Templum Pacis dans la Rome antique. |
| Viam sacram                                                                        | Voie Sacrée. | Délimitation de la Regio IV Templum Pacis dans la Rome antique. |
| Basilicam Constantinianam                                                          | Basilique de Maxence et Constantin.                                                                                          | Délimitation de la Regio IV Templum Pacis dans la Rome antique. |
| Templum Faustinae                                                                  | Temple d'Antonin et Faustine                                                                                                 | Délimitation de la Regio IV Templum Pacis dans la Rome antique. |
| Basilicam Pauli                                                                    | Basilique Æmilia. | Délimitation de la Regio IV Templum Pacis dans la Rome antique. |
| Forum transitorum                                                                  | Forum de Nerva ou Transitorium.                                                                                              | Délimitation de la Regio IV Templum Pacis dans la Rome antique. |
| Suburam                                                                            | Quartier pauvre et populeux de Subure.                                                                                       | Délimitation de la Regio IV Templum Pacis dans la Rome antique. |
| Balineum Dafnidis                                                                  | Bains de Daphné. | Délimitation de la Regio IV Templum Pacis dans la Rome antique. |

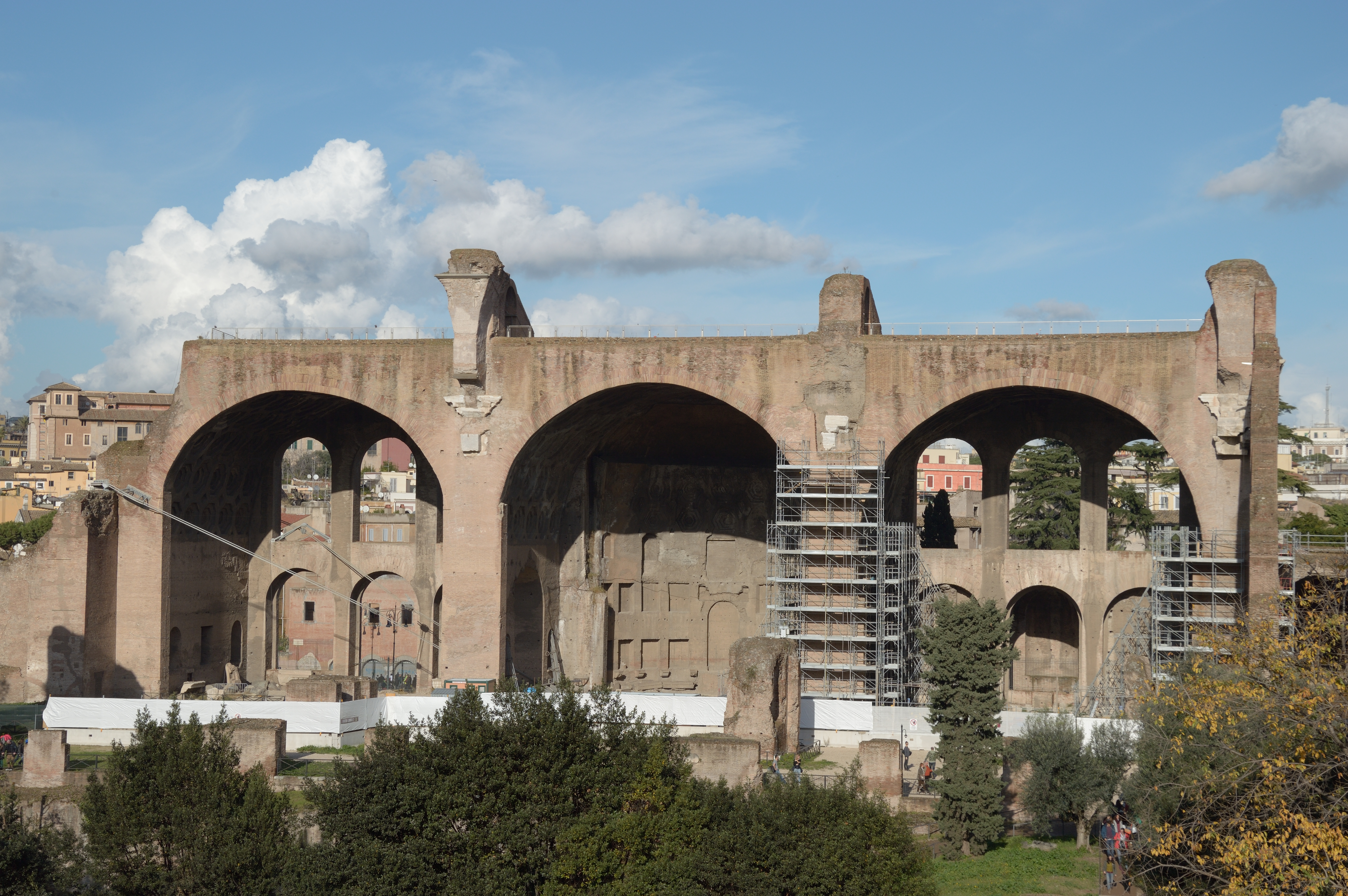
Basilique de Maxence et Constantin vue depuis le mont Palatin.
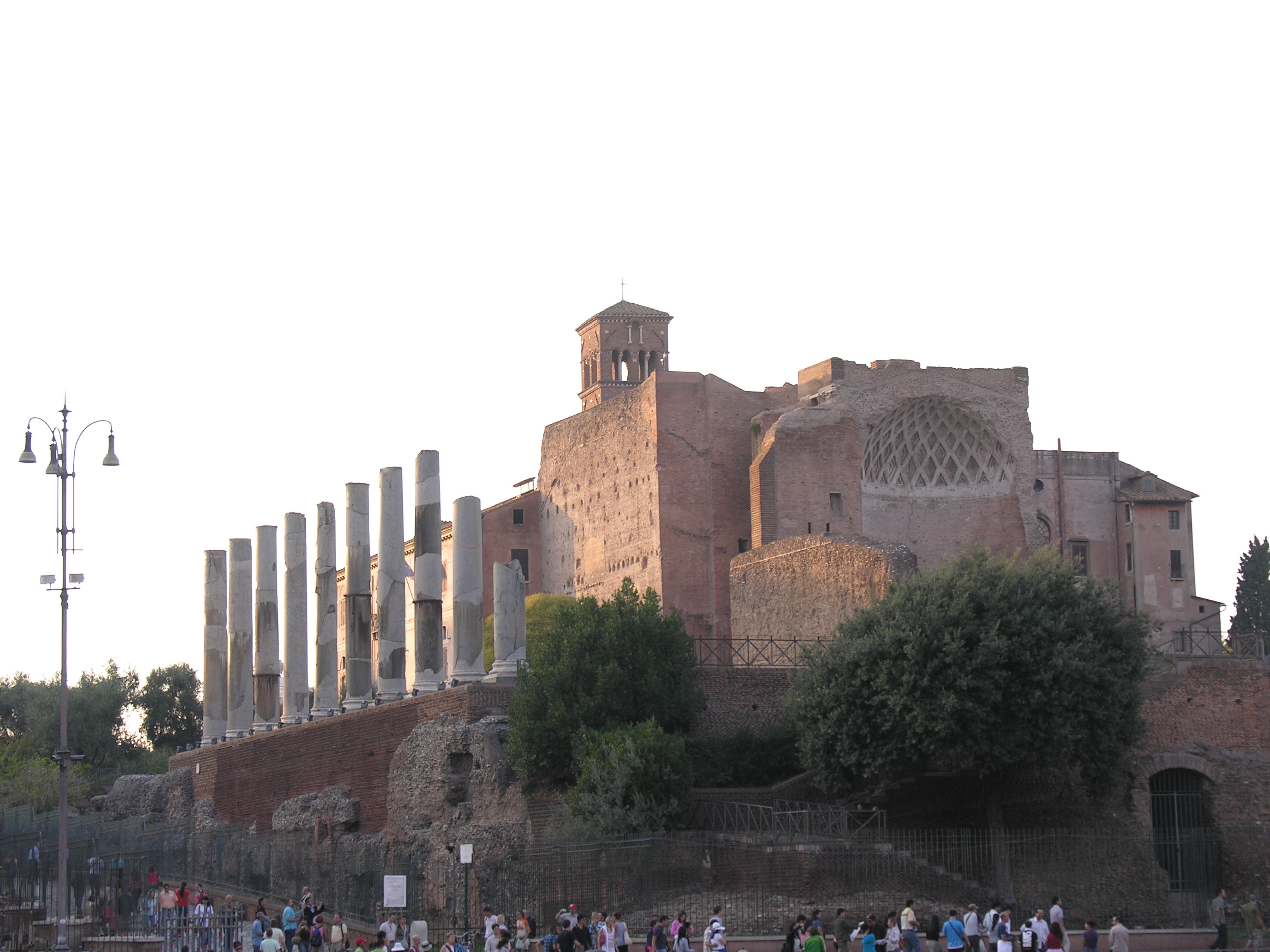
Vestiges du temple de Vénus et de Rome.
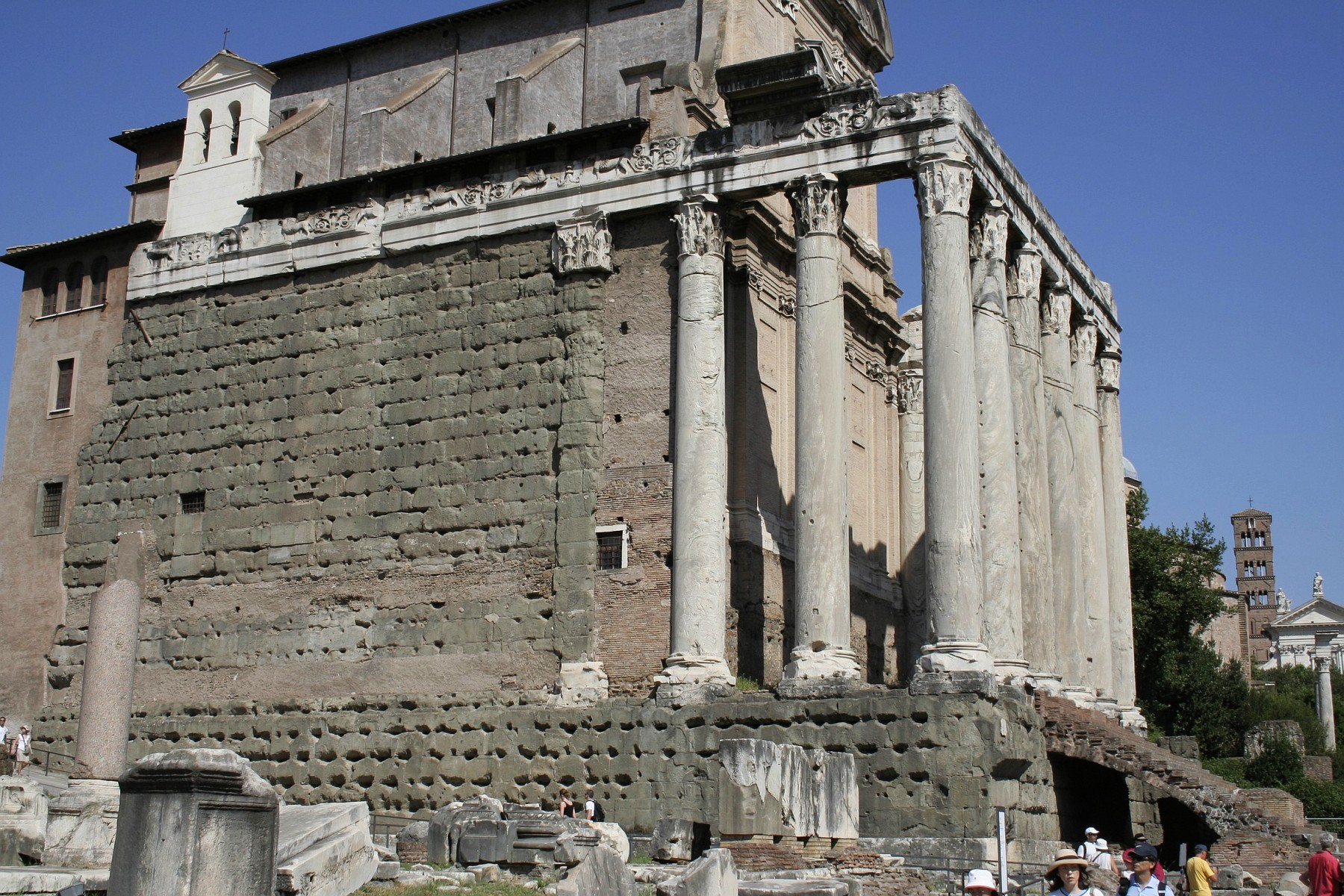
Temple d'Antonin et Faustine.

### Regio V: Esquilin
La cinquième région tire son nom de la colline sur laquelle elle s'étend, l'Esquilin. Elle couvre une zone qui est située entièrement en dehors des limites du Mur Servien dont elle épouse le contour au nord-ouest. Elle inclut le Sessorium et s'étend jusqu'au mur d'Aurélien. Elle est bordée à son extrémité nord par la regio VI, à l'ouest par les regiones IV et III et au sud par la regio II. La région est traversée par plusieurs aqueducs dont ceux de l'Anio Vetus, de l'Aqua Alexandrina, de l'Aqua Claudia et de l'Aqua Marcia.
Selon les Régionnaires, la regio V a un périmètre de 15 600 pieds, soit 4 618 mètres, bien qu'il soit évalué à 7 400 mètres par les historiens modernes. La superficie de la région est estimée à 2 175 000 m2, ce qui en fait la deuxième région la plus étendue.
Au IVe siècle, la région est divisée en quinze vici gérés par deux curatores et 48 vicomagistri. Elle contient 3 850 insulae et 180 domus. Les habitants disposent de 15 édicules, 22 horrea, 75 balnea, 74 fontaines et 15 boulangeries.
| Notitia du Chronographe de 354 | Traduction                                                            | Plan                                                       |
| ------------------------------ | --------------------------------------------------------------------- | ---------------------------------------------------------- |
| Lacum Orphei                   | Bassin ou fontaine d'Orphée.                                          | Délimitation de la Regio V Esquiliae dans la Rome antique. |
| Macellum Liviani               | Marché livien de denrées alimentaires.                                | Délimitation de la Regio V Esquiliae dans la Rome antique. |
| Nympheum divi Alexandri        | Nymphée d'Alexandre.                                                  | Délimitation de la Regio V Esquiliae dans la Rome antique. |
| Cohortem II vigilum            | Caserne de la IIe cohorte de vigiles.                                 | Délimitation de la Regio V Esquiliae dans la Rome antique. |
| Herculem Syllanum              | Temple d'Hercule syllanien.                                           | Délimitation de la Regio V Esquiliae dans la Rome antique. |
| Hortos Pallantianos            | Jardins palatins.                                                     | Délimitation de la Regio V Esquiliae dans la Rome antique. |
| Amphitheatrum castrensem       | Amphithéâtre Castrense.                                               | Délimitation de la Regio V Esquiliae dans la Rome antique. |
| Campum Viminalem subager       | Champ du Viminal s'étendant à l'intérieur des limites du mur servien. | Délimitation de la Regio V Esquiliae dans la Rome antique. |
| Minervam medicam               | Temple de Minerve Medica                                              | Délimitation de la Regio V Esquiliae dans la Rome antique. |
| Isidem patriciam               | Temple d'Isis patricienne.                                            | Délimitation de la Regio V Esquiliae dans la Rome antique. |

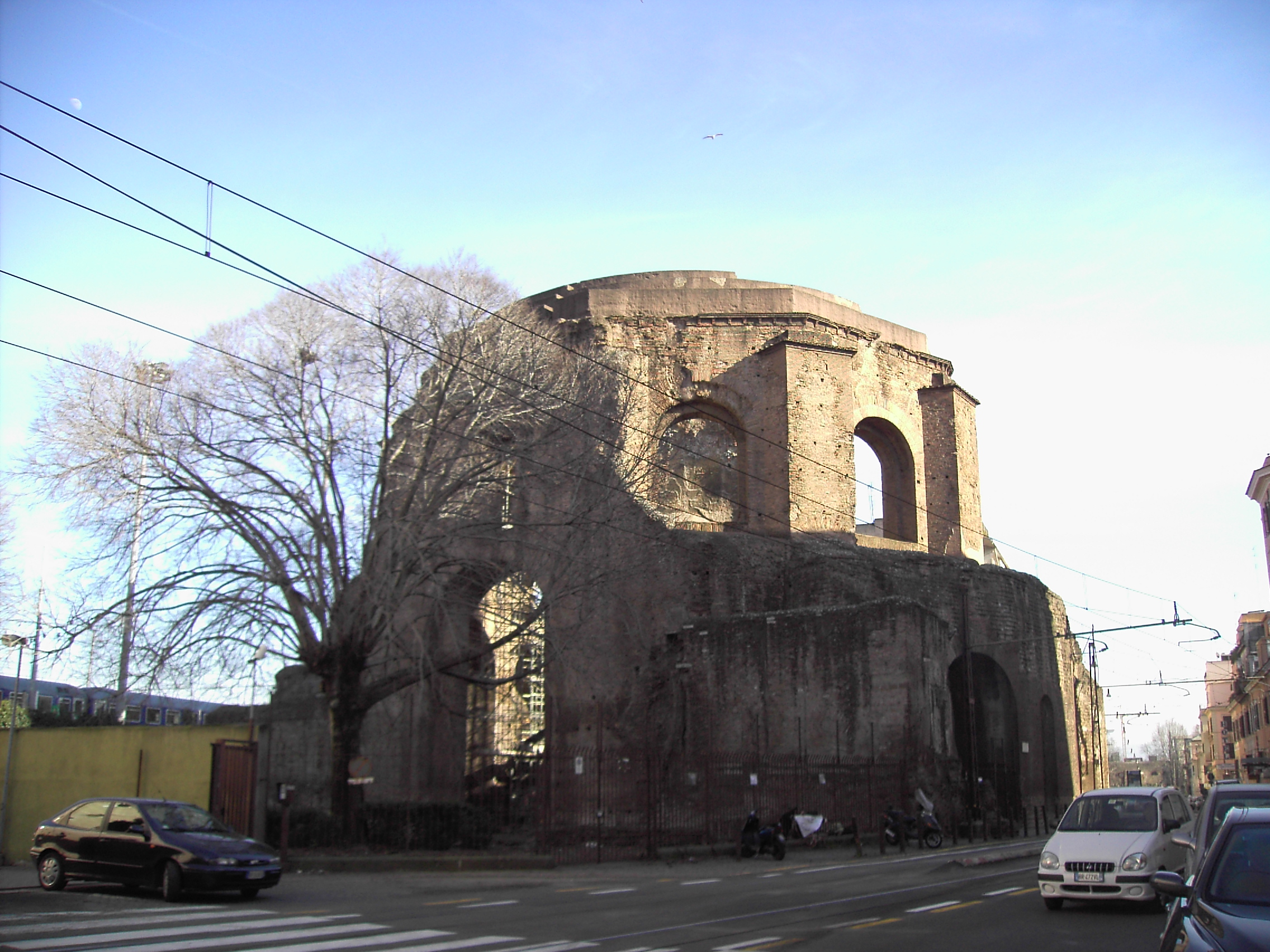
Édifice dit « temple de Minerve Medica ».
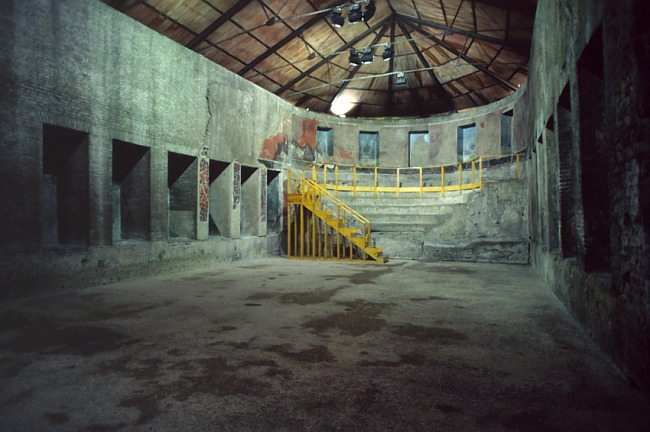
Auditorium des jardins de Mécène.
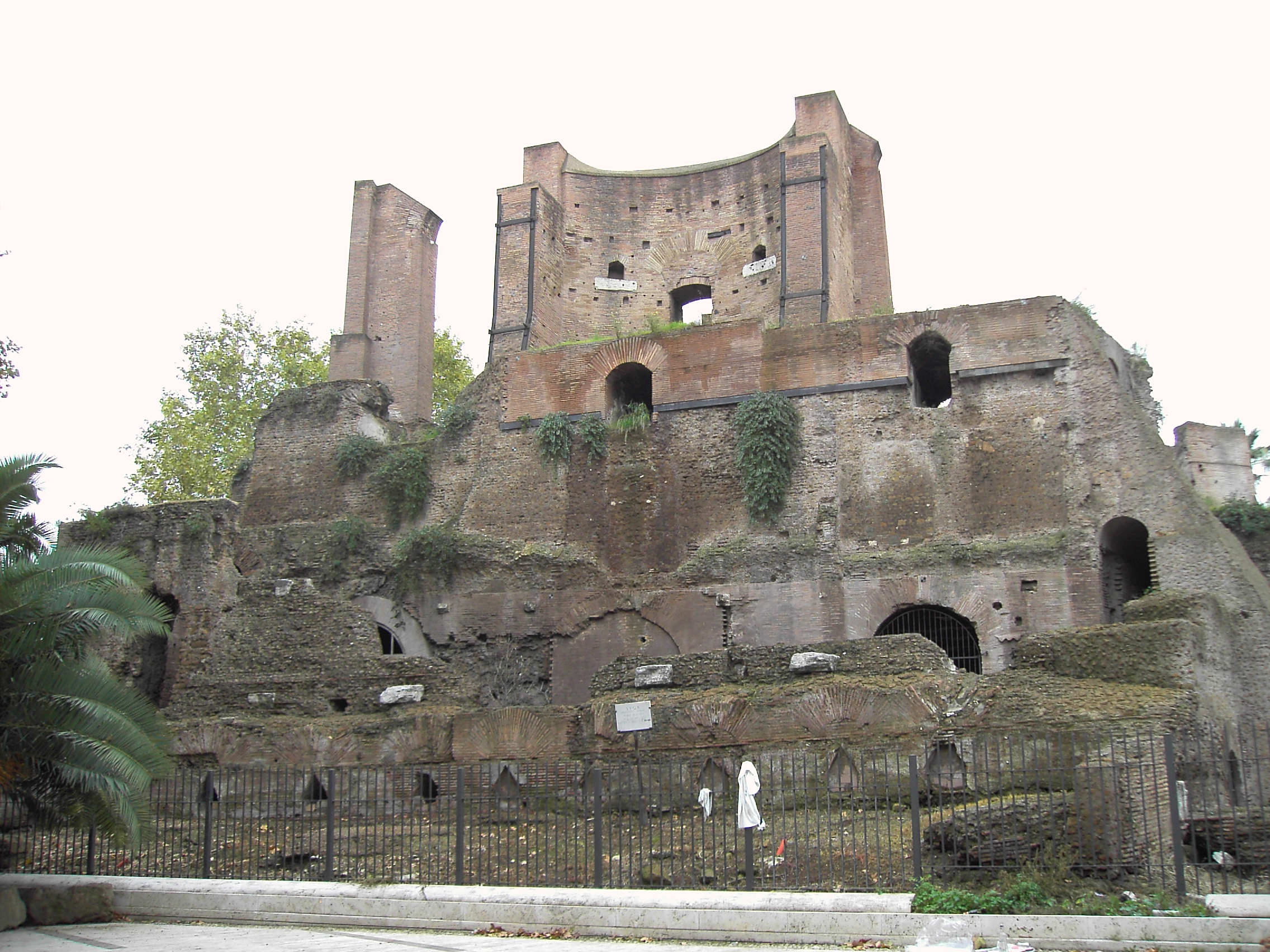
Ruines du nymphée d'Alexandre.

### Regio VI: Alta Semita
La sixième région tire son nom d'une artère importante, Alta Semita, qui monte sur le Quirinal. La région couvre une zone correspondant au Quirinal et à une grande partie du Viminal. Elle inclut au nord la caserne de la Garde prétorienne et son champ de manœuvre. Elle est bordée à l'ouest par la regio VII, au sud-ouest par la regio VIII, au sud-est et à l'est par la regio IV et une petite partie de la regio V.
Selon les Régionnaires, la regio VI a un périmètre de 15 700 pieds, soit 4 648 mètres. Au IVe siècle, la région est divisée en dix-sept vici gérés par deux curatores et 48 vicomagistri. Elle contient 3 403 insulae et 146 domus. Les habitants disposent de 17 édicules, 18 horrea, 75 balnea, 73 fontaines et 16 boulangeries.
| Notitia du Chronographe de 354          | Traduction                                      | Plan                                                          |
| --------------------------------------- | ----------------------------------------------- | ------------------------------------------------------------- |
| Templum Salutis et Serapis              | Temple de Salus et Sérapis.                     | Délimitation de la Regio VI Alta Semita dans la Rome antique. |
| Templum Florae                          | Temple de Flore.                                | Délimitation de la Regio VI Alta Semita dans la Rome antique. |
| Capitolium antiquum                     | Vieux Capitole.                                 | Délimitation de la Regio VI Alta Semita dans la Rome antique. |
| Statuam Mamuri                          | Statue de Mamurus.                              | Délimitation de la Regio VI Alta Semita dans la Rome antique. |
| Templum dei Quirini                     | Temple de Quirinus.                             | Délimitation de la Regio VI Alta Semita dans la Rome antique. |
| Malum punicum                           | Carrefour ou lieu-dit Ad Malum Punicum.         | Délimitation de la Regio VI Alta Semita dans la Rome antique. |
| Hortos Salustianos                      | Jardins de Salluste.                            | Délimitation de la Regio VI Alta Semita dans la Rome antique. |
| Gentem Flabiam                          | Temple de la gens Flavia.                       | Délimitation de la Regio VI Alta Semita dans la Rome antique. |
| Thermas Diocletianas et Constantinianas | Thermes de Dioclétien et thermes de Constantin. | Délimitation de la Regio VI Alta Semita dans la Rome antique. |
| Castra praetoria                        | Caserne de la Garde prétorienne.                | Délimitation de la Regio VI Alta Semita dans la Rome antique. |
| X tabernas                              | Les « Dix Boutiques ».                          | Délimitation de la Regio VI Alta Semita dans la Rome antique. |
| Gallinas albas • Aream Candidi          | La « Poule Blanche », la « Zone Blanche ».      | Délimitation de la Regio VI Alta Semita dans la Rome antique. |
| Cohortem III vigilum                    | Caserne de la IIIe cohorte de vigiles.          | Délimitation de la Regio VI Alta Semita dans la Rome antique. |

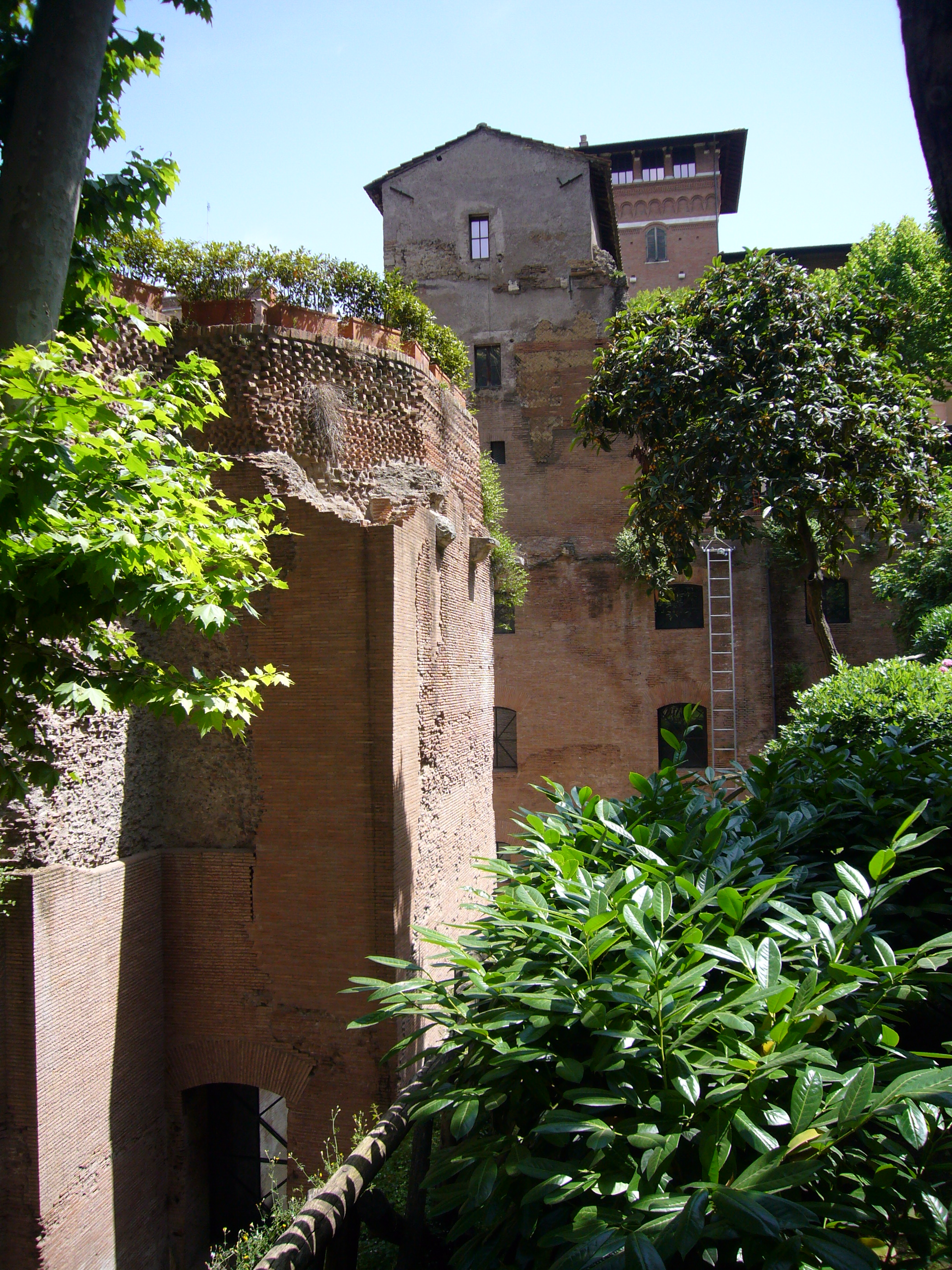
Vestiges du pavillon des Jardins de Salluste.
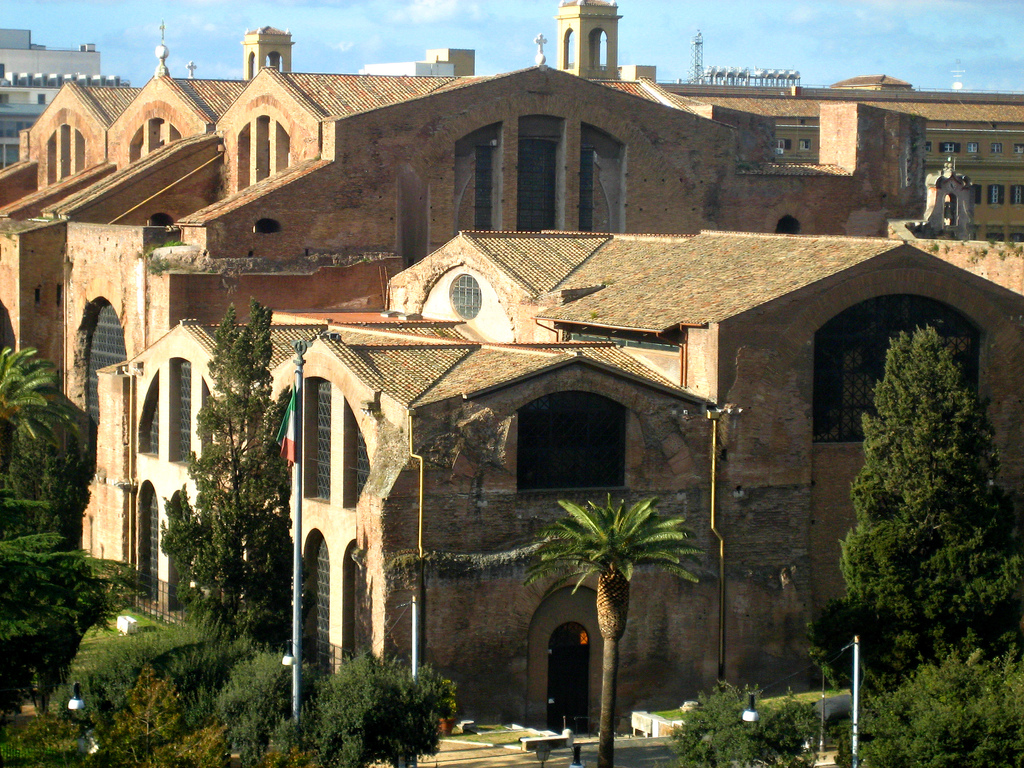
Thermes de Dioclétien.
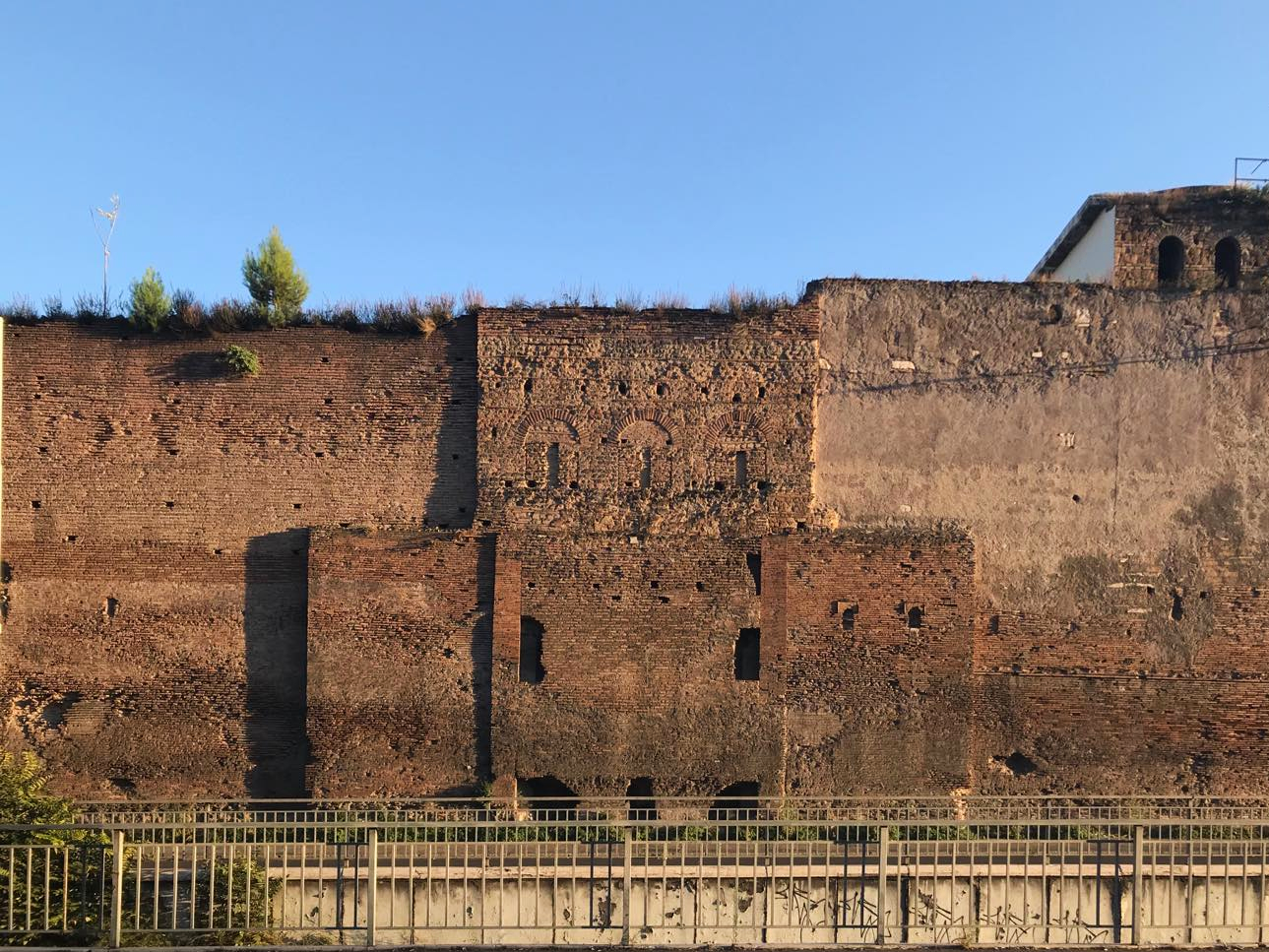
Porta Pretoria, aujourd'hui murée.

### Regio VII: Via Lata
La septième région porte le nom du prolongement de la Voie Flaminienne dans la ville, une fois franchie la Porta Flaminia : la via Lata (littéralement la « voie large »). La région, longue et étroite (2 km de long pour 200 à 500 m de large), s'étend du nord au sud du mur d'Aurélien au mur servien, du Pincio aux forums impériaux. Elle borde à l'est les pentes du Quirinal et à l'ouest le Champ de Mars. Elle est limitrophe de la regio VI à l'est, de la regio VIII au sud et de la regio IX à l'ouest.
Selon les Régionnaires, la regio VII a un périmètre de 13 300 pieds, soit 3 937 mètres. Au IVe siècle, la région est divisée en quinze vici gérés par deux curatores et 48 vicomagistri. Elle contient 3 805 insulae et 120 domus. Les habitants disposent de 15 édicules, 25 horrea, 75 balnea, 76 fontaines et 15 boulangeries.
| Notitia du Chronographe de 354    | Traduction                                          | Plan                                                        |
| --------------------------------- | --------------------------------------------------- | ----------------------------------------------------------- |
| Lacum Ganymedis                   | Bassin ou fontaine de Ganymède.                     | Délimitation de la Regio VII Via Lata dans la Rome antique. |
| Cohortem I vigilum                | Caserne de la Ire cohorte de vigiles.               | Délimitation de la Regio VII Via Lata dans la Rome antique. |
| Arcum novum                       | Arc Nouveau.                                        | Délimitation de la Regio VII Via Lata dans la Rome antique. |
| Nympheum Iovis                    | Nymphée de Jupiter.                                 | Délimitation de la Regio VII Via Lata dans la Rome antique. |
| Aediculam caprariam               | Édicule.                                            | Délimitation de la Regio VII Via Lata dans la Rome antique. |
| Campum Agrippae                   | « Champ d'Agrippa ».                                | Délimitation de la Regio VII Via Lata dans la Rome antique. |
| Templum Solis et castra           | Temple de Sol et caserne des cohortes urbaines.     | Délimitation de la Regio VII Via Lata dans la Rome antique. |
| Porticum Gypsiani et Constantini  | Portique Gypsien et Constantinien.                  | Délimitation de la Regio VII Via Lata dans la Rome antique. |
| Templum duo nova Spei et Fortunae | Nouveaux temples de Spes et de la Fortune.          | Délimitation de la Regio VII Via Lata dans la Rome antique. |
| Equum Tiridatis regis Armeniorum  | Statue équestre de Tiridate, roi d'Arménie.         | Délimitation de la Regio VII Via Lata dans la Rome antique. |
| Forum suarium                     | Forum Suarium, grand marché de viande.              | Délimitation de la Regio VII Via Lata dans la Rome antique. |
| Hortos Largianos                  | Jardins largiens.                                   | Délimitation de la Regio VII Via Lata dans la Rome antique. |
| Mansuetas • Lapidem pertusum      | Marché des animaux apprivoisés et « Roche Percée ». | Délimitation de la Regio VII Via Lata dans la Rome antique. |

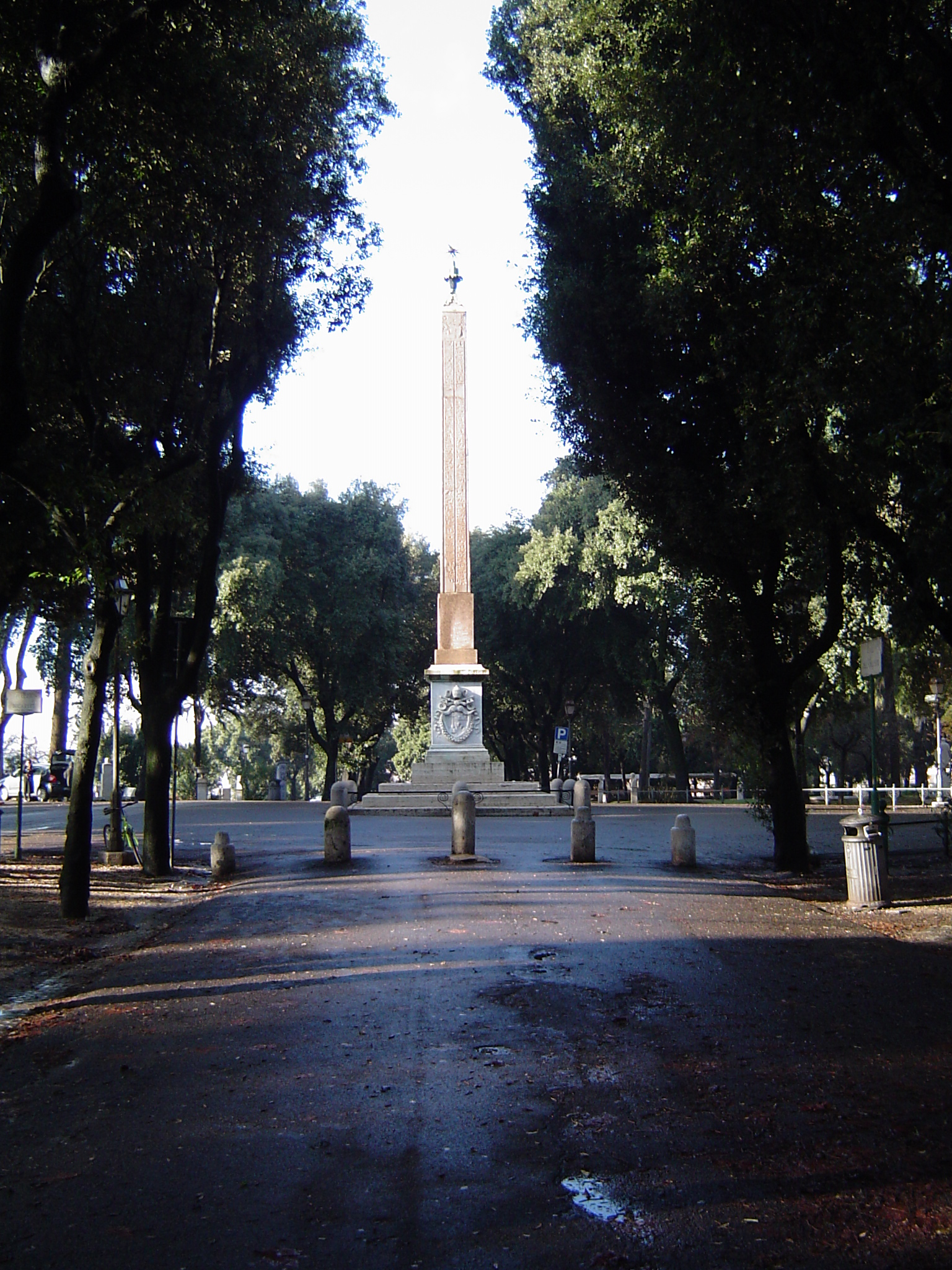
Obélisque du Pincio.
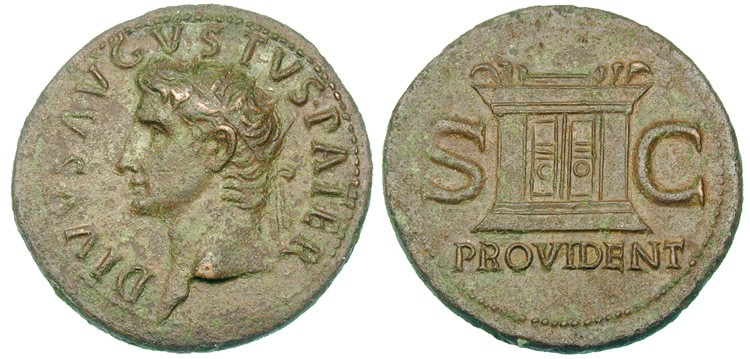
Denier au revers duquel figure l'autel de la Providence.
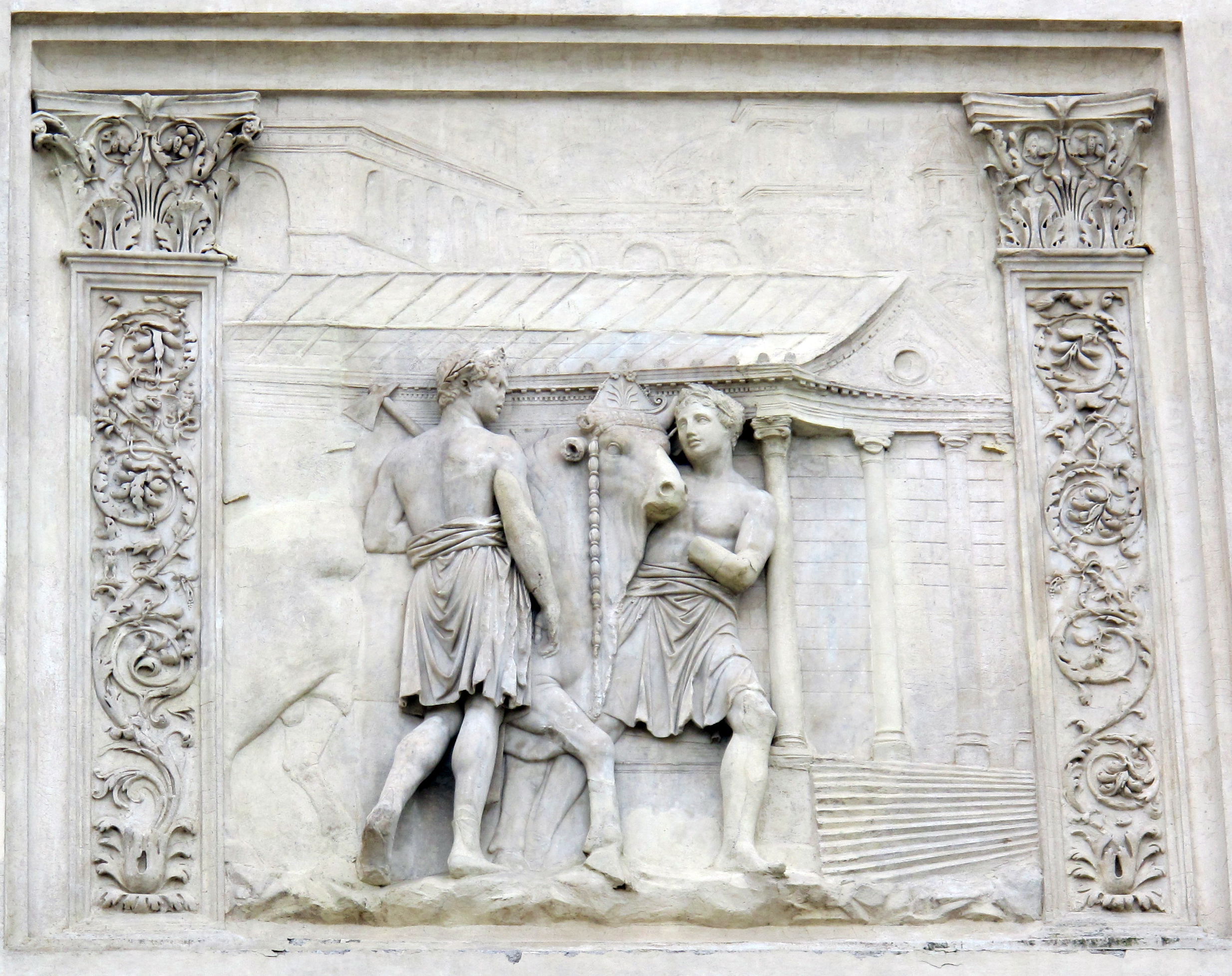
Relief modifié durant la Renaissance, prélevé de l'Arc Nouveau.

### Regio VIII: Forum romain
La huitième région est la région centrale de Rome, comprenant le Capitole, la vallée située entre ce dernier et le Palatin, une partie du Vélabre ainsi que le Forum Romain (dont elle tient son nom), une partie des forums impériaux et l'extrémité occidentale de la Velia. Elle est bordée au nord-ouest par la regio IX, au nord par les regiones VII et VI, à l'est par la regio IV et au sud par les regiones X et XI. La région correspond au centre historique de Rome où se concentrent les activités politiques, administratives et religieuses.
Selon les Régionnaires, la regio VIII a un périmètre de 14 067 pieds, soit 4 162 mètres. Au IVe siècle, la région est divisée en trente-quatre vici gérés par deux curatores et 48 vicomagistri. Elle contient 3 480 insulae et 130 domus. Les habitants disposent de 34 édicules, 18 horrea, 85 balnea, 120 fontaines et 20 boulangeries.
| Notitia du Chronographe de 354                                                                    | Traduction | Plan                                                              |
| ------------------------------------------------------------------------------------------------- | --- | ----------------------------------------------------------------- |
| Rostra III                                                                                        | Rostres (Rostra Tria), dont les Rostres impériaux et les Rostres de César divinisé.                                                     | Délimitation de la Regio VIII Forum Romanum dans la Rome antique. |
| Genium populi Romani • Aureum et equum Constantini                                                | Statue du Génie du Peuple romain et statue équestre dorée de Constantin.                                                                | Délimitation de la Regio VIII Forum Romanum dans la Rome antique. |
| Senatum • Atrium Minervae                                                                         | Sénat et Chalcidium de la Curie Julia.                                                                                                  | Délimitation de la Regio VIII Forum Romanum dans la Rome antique. |
| Forum Caesaris Augusti Nervae Traiani                                                             | Forums impériaux : forum de César, forum d'Auguste, forum de Nerva et forum de Trajan.                                                  | Délimitation de la Regio VIII Forum Romanum dans la Rome antique. |
| Templum Traiani et columnam coclidem altam pedes CXXVII s. gradus intus habet CLXXX fenestras XLV | Temple de Trajan et Colonne Trajane (columna cochlis) haute de 127 pieds contenant un escalier de 180 marches et percée de 45 fenêtres. | Délimitation de la Regio VIII Forum Romanum dans la Rome antique. |
| Cohortem VI vigilum                                                                               | Caserne de la VIe cohorte de vigiles.                                                                                                   | Délimitation de la Regio VIII Forum Romanum dans la Rome antique. |
| Basilicam argentariam • Basilicam Iuliam                                                          | Basilique Argentaria et basilique Julia.                                                                                                | Délimitation de la Regio VIII Forum Romanum dans la Rome antique. |
| Templum Concordiae • Templum Saturni et Vespasiani et Titi                                        | Temple de la Concorde, temple de Saturne et temple de Vespasien.                                                                        | Délimitation de la Regio VIII Forum Romanum dans la Rome antique. |
| Umbilicum Romae • Miliarium aureum                                                                | Umbilicus Urbis Romae et Milliaire d'or.                                                                                                | Délimitation de la Regio VIII Forum Romanum dans la Rome antique. |
| Capitolium                                                                                        | Capitolium, sommet du Capitole sur lequel se trouve l'aire capitoline.                                                                  | Délimitation de la Regio VIII Forum Romanum dans la Rome antique. |
| Templum Castorem                                                                                  | Temple des Dioscures. | Délimitation de la Regio VIII Forum Romanum dans la Rome antique. |
| Vestam                                                                                            | Temple de Vesta et Maison des Vestales.                                                                                                 | Délimitation de la Regio VIII Forum Romanum dans la Rome antique. |
| Horrea Germaniciana et Agrippiana                                                                 | Entrepôts pour le grain. | Délimitation de la Regio VIII Forum Romanum dans la Rome antique. |
| Atrium Caci                                                                                       | Atrium de Cacus. | Délimitation de la Regio VIII Forum Romanum dans la Rome antique. |
| Vicum iugarium et unguentarium                                                                    | Vicus Iugarius. | Délimitation de la Regio VIII Forum Romanum dans la Rome antique. |
| Graecostadium                                                                                     | Graecostasis, tribune située sur le Comitium réservée aux affaires diplomatiques.                                                       | Délimitation de la Regio VIII Forum Romanum dans la Rome antique. |
| Porticum margaritarium                                                                            | Portique margaritarien, échoppes de joailliers.                                                                                         | Délimitation de la Regio VIII Forum Romanum dans la Rome antique. |
| Elefantum herbarium                                                                               | Statue en pierre monumentale d'un éléphant placée sur le Vicus Iugarius près du Forum Holitorium.                                       | Délimitation de la Regio VIII Forum Romanum dans la Rome antique. |

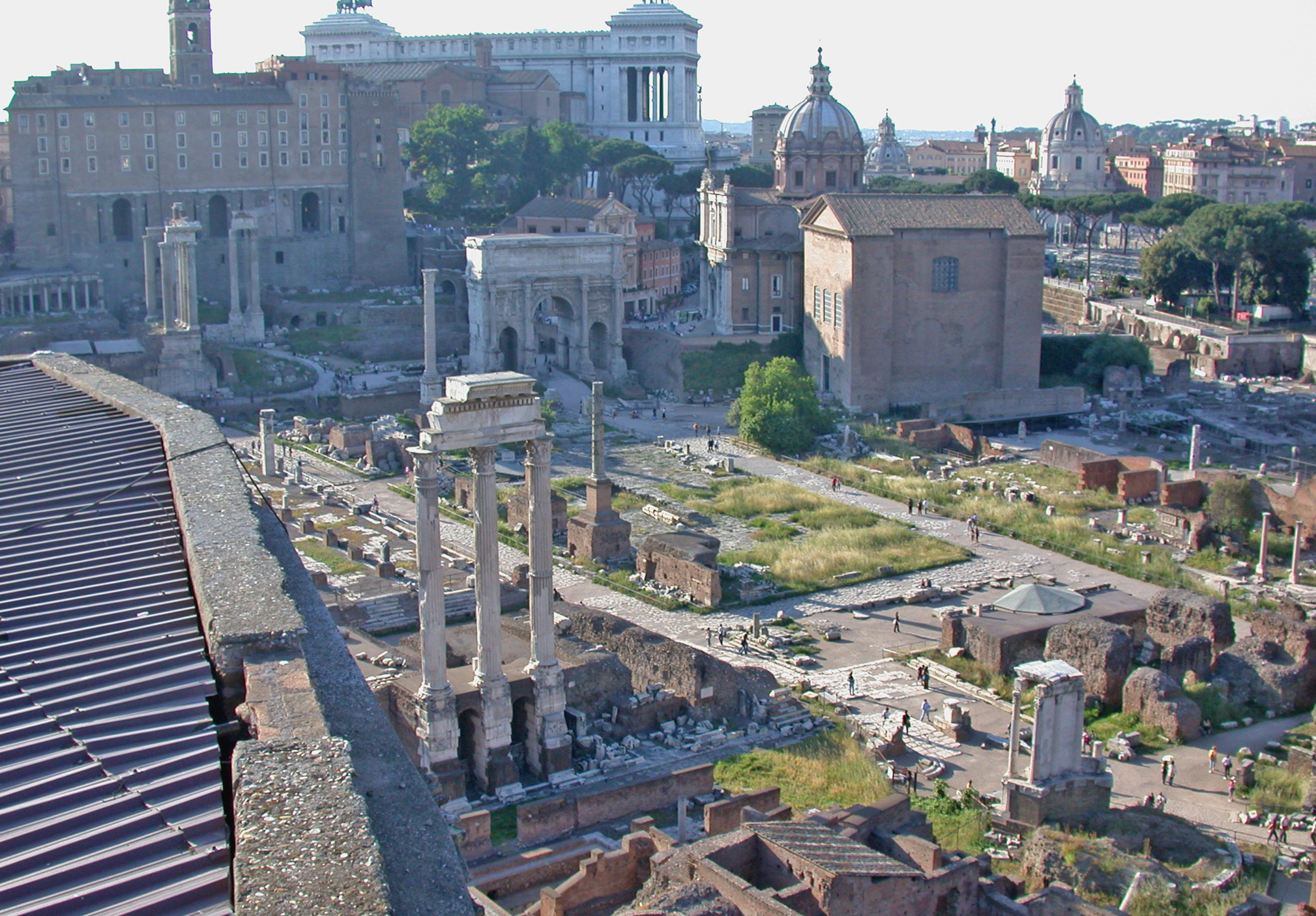
Forum Romain.
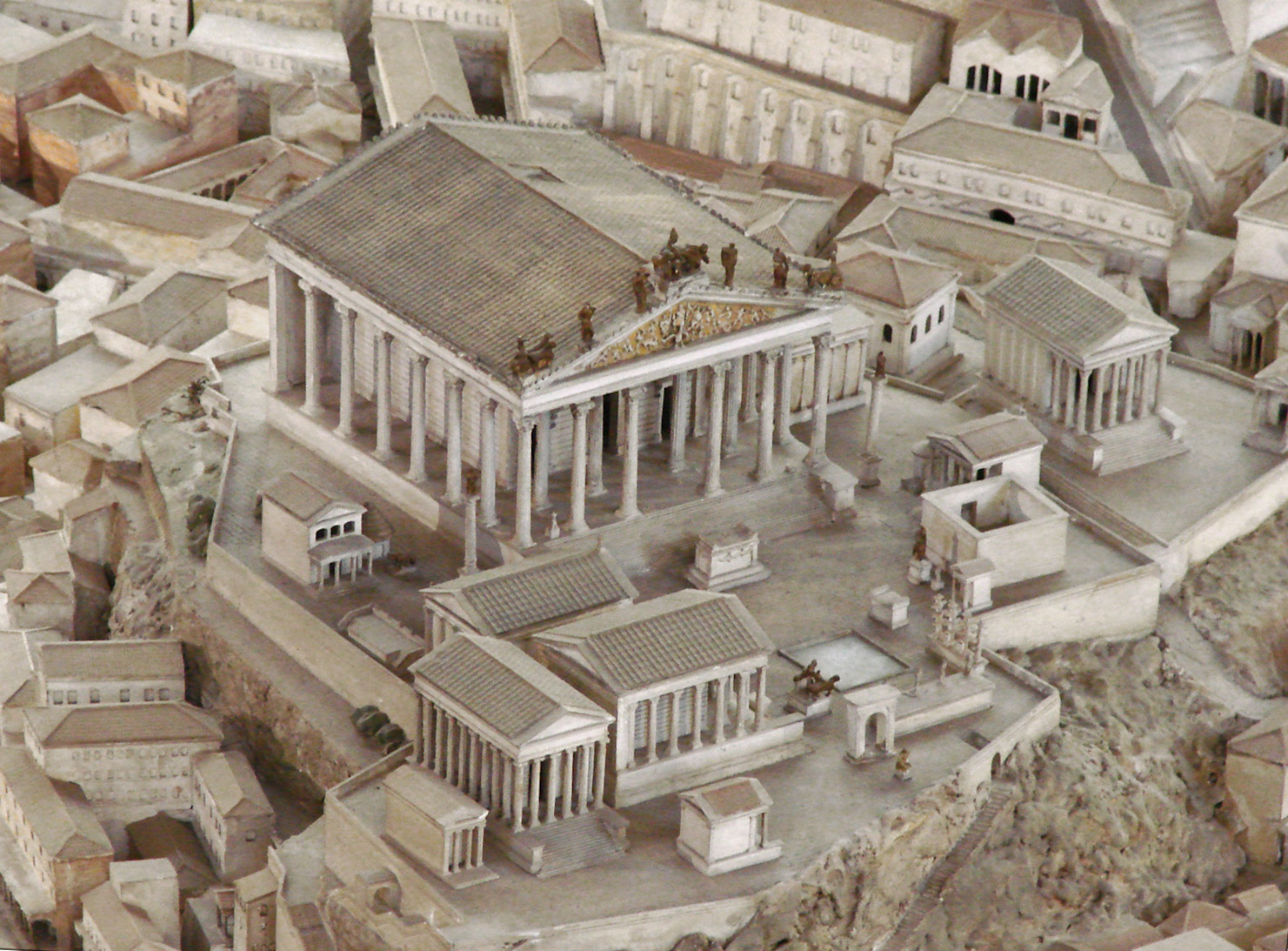
La colline du Capitole sur la maquette d'Italo Gismondi.
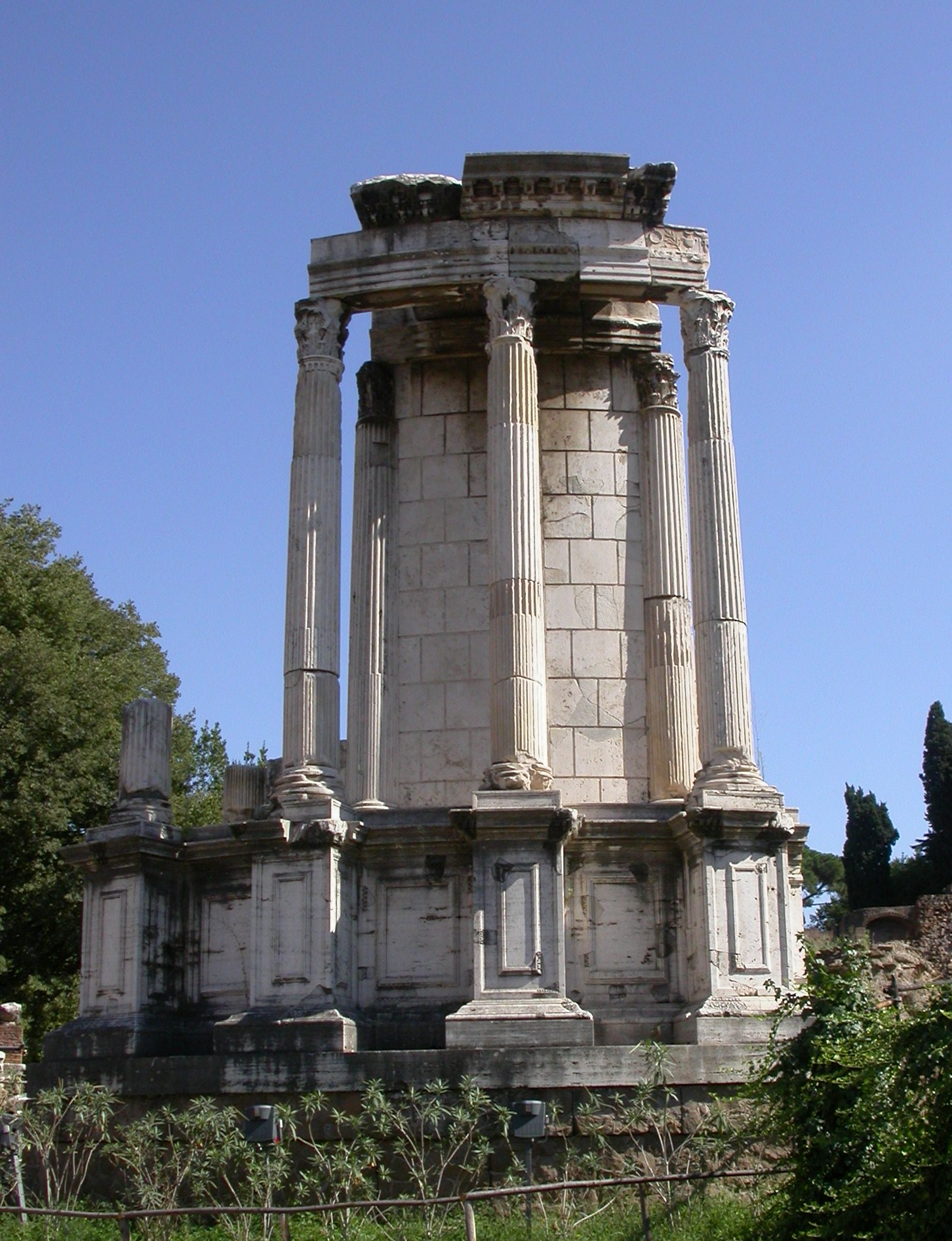
Temple de Vesta.

### Regio IX: Cirque Flaminius
Le nom de cette neuvième région dérive de celui d'un champ de courses situé au sud du Champ de Mars, le Cirque Flaminius. La région s'étend sur tout le Champ de Mars, du Tibre jusqu'au Capitole au sud et jusqu'à la Via Lata au nord. L'île tibérine est incluse dans cette région. La regio X est donc délimitée au nord-est par la regio VII, au sud-est par la regio VIII et à l'est par le cours du Tibre. La région comprend de nombreux complexes monumentaux, répartis en deux groupes : le plus ancien s'est développé autour du Cirque Flaminius et le plus récent autour du théâtre de Pompée.
Selon les Régionnaires, la regio IX a un périmètre de 32 500 pieds, soit 9 620 mètres. Au IVe siècle, la région est divisée en trente-cinq vici gérés par deux curatores et 48 vicomagistri. Elle contient 2 777 insulae et 140 domus. Les habitants disposent de 35 édicules, 25 horrea, 63 balnea, 120 fontaines et 20 boulangeries.
| Notitia du Chronographe de 354                                                                               | Traduction | Plan                                                               |
| --- | --- | ------------------------------------------------------------------ |
| Stabula numero IIII factionum VIII • Trigarium                                                               | Les quatre écuries des huit factions et lieu d'entrainement des trigae aux courses de chars.                                                                     | Délimitation de la Regio IX Circus Flaminius dans la Rome antique. |
| Porticum Philippi                                                                                            | Portique de Philippe. | Délimitation de la Regio IX Circus Flaminius dans la Rome antique. |
| Minucias duas veterem et frumentarium                                                                        | Ancien et nouveau portique de Minucius. | Délimitation de la Regio IX Circus Flaminius dans la Rome antique. |
| Cryptam Balbi                                                                                                | Portique du théâtre de Balbus. | Délimitation de la Regio IX Circus Flaminius dans la Rome antique. |
| Theatra III inprimis Balbi qui capet loca XI. DX • Pompei capet loca XVII. DLXXX • Marcelli capet loca XX. D | Trois théâtres dont le premier, le théâtre de Balbus, contient 11 510 places, celui de Pompée contenant 17 580 places et celui de Marcellus, avec 20 500 places. | Délimitation de la Regio IX Circus Flaminius dans la Rome antique. |
| Odium capet loca XI. DC • Stadium capet loca XXX. LXXXVIII                                                   | Odéon de Domitien de 11 600 places et Stade de Domitien de 30 088 places.                                                                                        | Délimitation de la Regio IX Circus Flaminius dans la Rome antique. |
| Ciconias nixas                                                                                               | Large place où sont débarqués les vins. | Délimitation de la Regio IX Circus Flaminius dans la Rome antique. |
| Pantheum | Panthéon. | Délimitation de la Regio IX Circus Flaminius dans la Rome antique. |
| Basilicam Neptuni Matidies Marciani • Hadrianeum                                                             | Basilique de Neptune, de Marcien, temple de Matidia et temple d'Hadrien.                                                                                         | Délimitation de la Regio IX Circus Flaminius dans la Rome antique. |
| Templum divi Antonini et columnam coclidem altam pedes CLXXV s. gradus intus habet CCIII fenestras LVI       | Temple et Colonne d'Antonin le Pieux (columna cochlis) haute de 175 pieds contenant un escalier de 203 marches et percée de 61 fenêtres.                         | Délimitation de la Regio IX Circus Flaminius dans la Rome antique. |
| Thermas Alexandrianas et Agrippianas                                                                         | Thermes de Néron et thermes d'Agrippa. | Délimitation de la Regio IX Circus Flaminius dans la Rome antique. |
| Porticum argonautarum et Meleagri                                                                            | Portiques des Argonautes et de Méléagre encadrant les Saepta Julia.                                                                                              | Délimitation de la Regio IX Circus Flaminius dans la Rome antique. |
| Iseum et Serapeum                                                                                            | Sanctuaire d'Isis et de Sérapis. | Délimitation de la Regio IX Circus Flaminius dans la Rome antique. |
| Minervam Calcidicam                                                                                          | Sanctuaire de Minerve Chalcidique. | Délimitation de la Regio IX Circus Flaminius dans la Rome antique. |
| Divorum | Divorum, portique clos contenant deux petits temples dédiés au divin Titus et au divin Vespasien.                                                                | Délimitation de la Regio IX Circus Flaminius dans la Rome antique. |
| Insulam Felicles                                                                                             | Habitation résidentielle haute de plusieurs étages. | Délimitation de la Regio IX Circus Flaminius dans la Rome antique. |

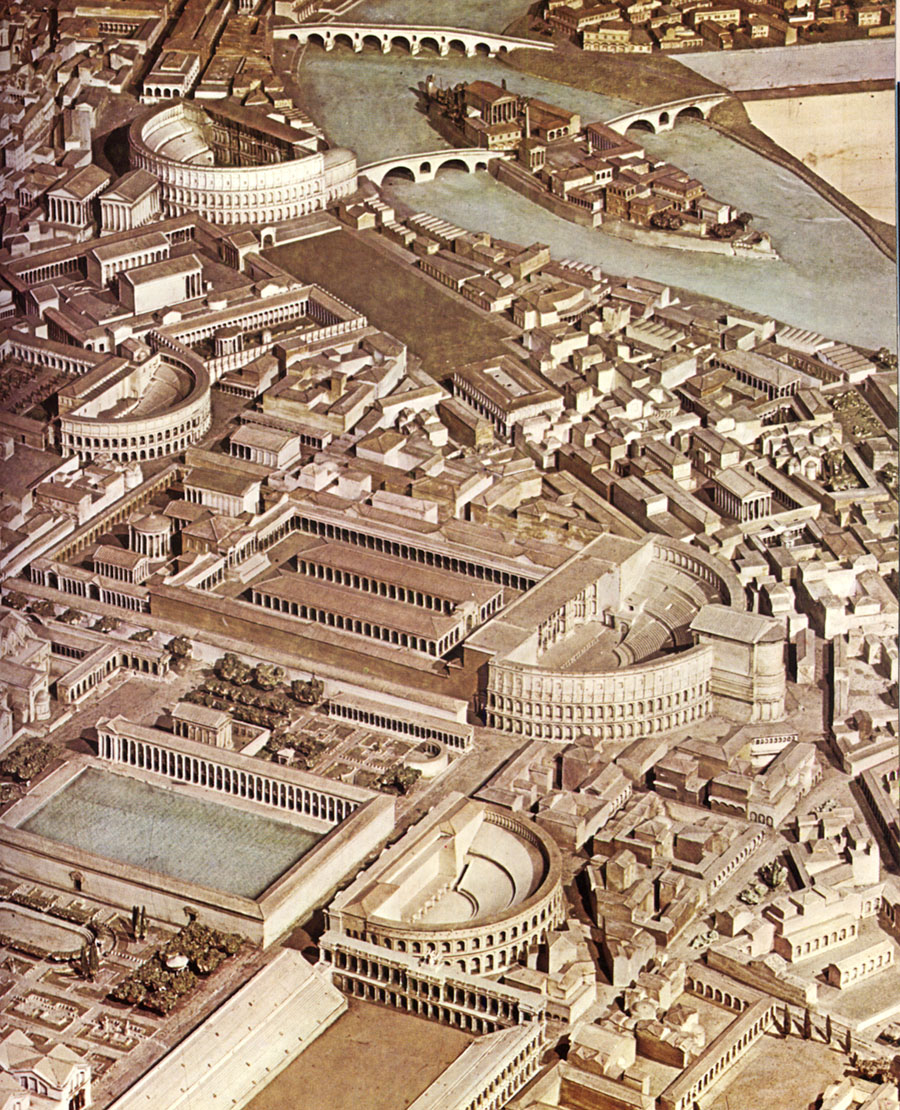
Champ de Mars sur la maquette d'Italo Gismondi.
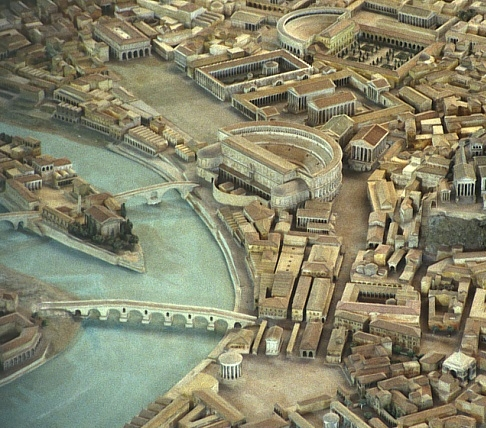
Partie méridionale du Champ de Mars.
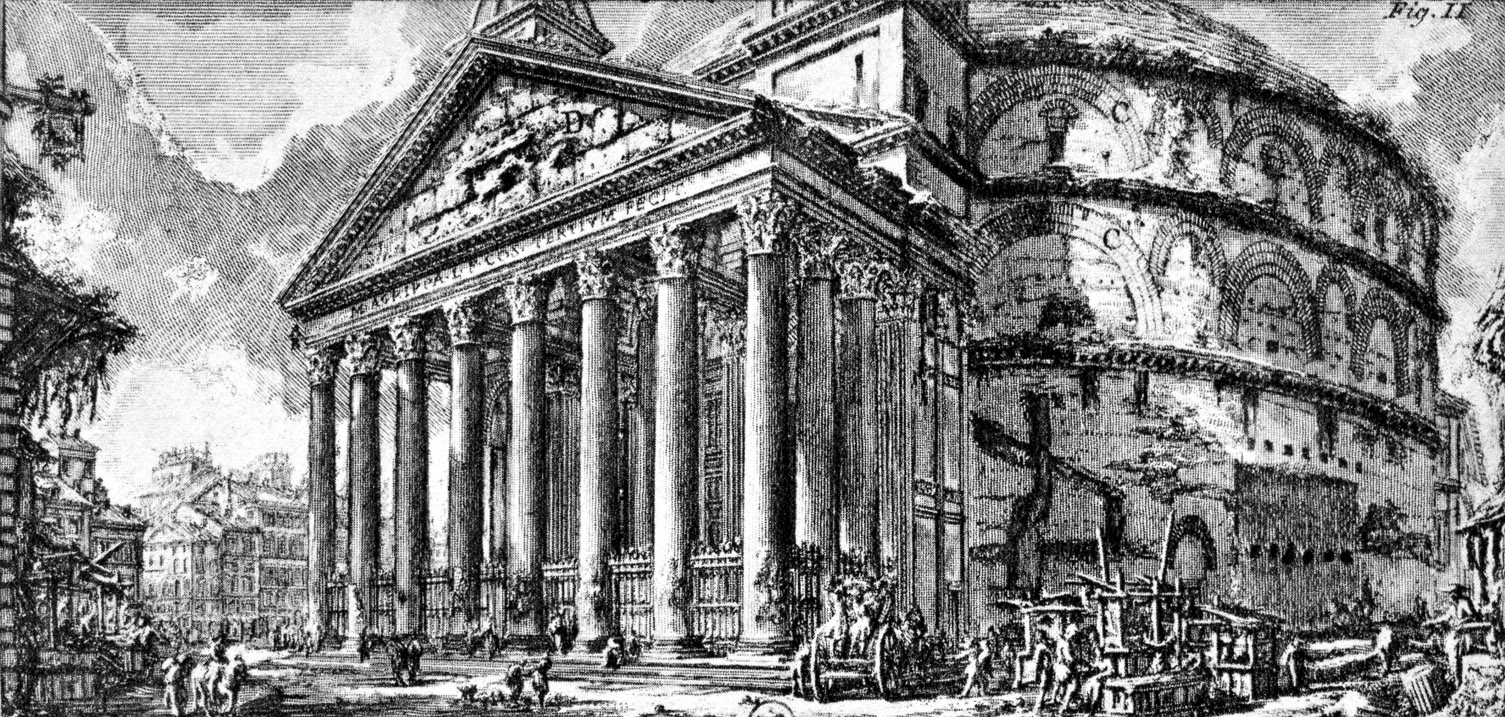
Le Panthéon sur une gravure de Piranèse.

### Regio X: Palatin
La dixième région tire son nom de la colline qu'elle contient : le Mont Palatin. Selon Tite-Live, son contour a été dessiné de façon à rester dans les limites de l'archaïque pomerium romuléen (Roma quadrata). Elle est située entre les regiones VIII et IV au nord, la regio I à l'est et la regio XI au sud et à l'ouest,. L'intégralité du complexe palatial impérial, comprenant la maison d'Auguste et le palais impérial, est inclus dans la région.
Selon les Régionnaires, la regio X a un périmètre de 11 510 pieds, soit 3 440 mètres, bien qu'il soit évalué à 2 182 mètres par les historiens modernes. La superficie de la région est estimée à 255 800 m2.
Au IVe siècle, la région est divisée en vingt vici gérés par deux curatores et 48 vicomagistri. Elle contient 2 642 insulae et 89 domus. Les habitants disposent de 20 édicules, 48 horrea, 44 balnea, 89 fontaines et 20 boulangeries.
| Notitia du Chronographe de 354         | Traduction                                                                                        | Plan                                                      |
| -------------------------------------- | ------------------------------------------------------------------------------------------------- | --------------------------------------------------------- |
| Casam Romuli • Auguratorium            | « Maison de Romulus » et lieu de prise des auspices de Romulus (Roma quadrata).                   | Délimitation de la Regio X Palatium dans la Rome antique. |
| Aedem Matris deum et Apollinis Ramnusi | Temple de Magna Mater et d'Apollon Ramnes.                                                        | Délimitation de la Regio X Palatium dans la Rome antique. |
| Pentapylum • Aedem Iovis victoris      | Arc à cinq baies menant vers le temple de Jupiter Victor, reconstruit comme temple d'Héliogabale. | Délimitation de la Regio X Palatium dans la Rome antique. |
| Domum Augustinianam et Tiberianam      | Palais impérial (Domus Augustana) et palais de Tibère (Domus Tiberiana).                          | Délimitation de la Regio X Palatium dans la Rome antique. |
| Aream Palatinam                        | Aire palatine.                                                                                    | Délimitation de la Regio X Palatium dans la Rome antique. |
| Domus Dionis                           | Palais de Dion.                                                                                   | Délimitation de la Regio X Palatium dans la Rome antique. |
| Curuam veterem                         | « Curies anciennes ».                                                                             | Délimitation de la Regio X Palatium dans la Rome antique. |
| Fortunam respicientem                  | Statue de Fortuna.                                                                                | Délimitation de la Regio X Palatium dans la Rome antique. |
| Septizonium divi Severi                | Nymphée du Septizodium.                                                                           | Délimitation de la Regio X Palatium dans la Rome antique. |
| Victoriam Germanianam                  | Sanctuaire commémorant les victoires sur les Germains.                                            | Délimitation de la Regio X Palatium dans la Rome antique. |
| Lupercam                               | Grotte du Lupercal.                                                                               | Délimitation de la Regio X Palatium dans la Rome antique. |

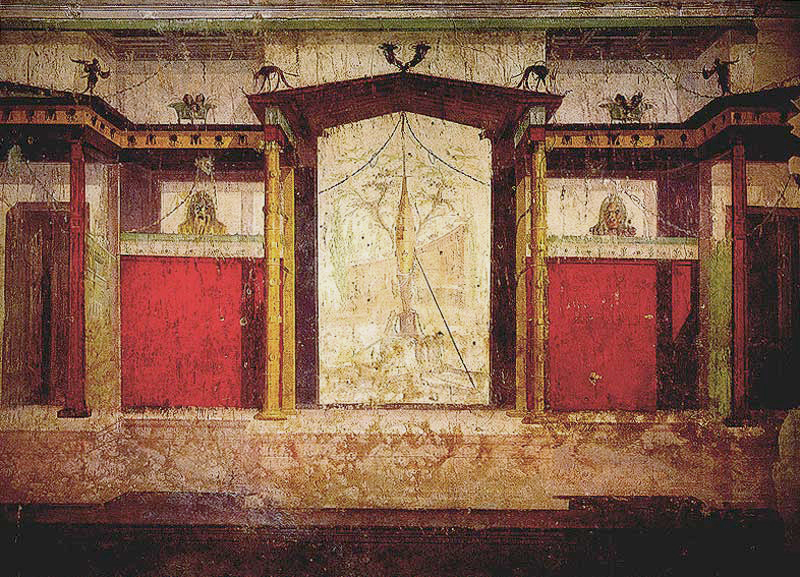
Fresque de la maison d'Auguste.
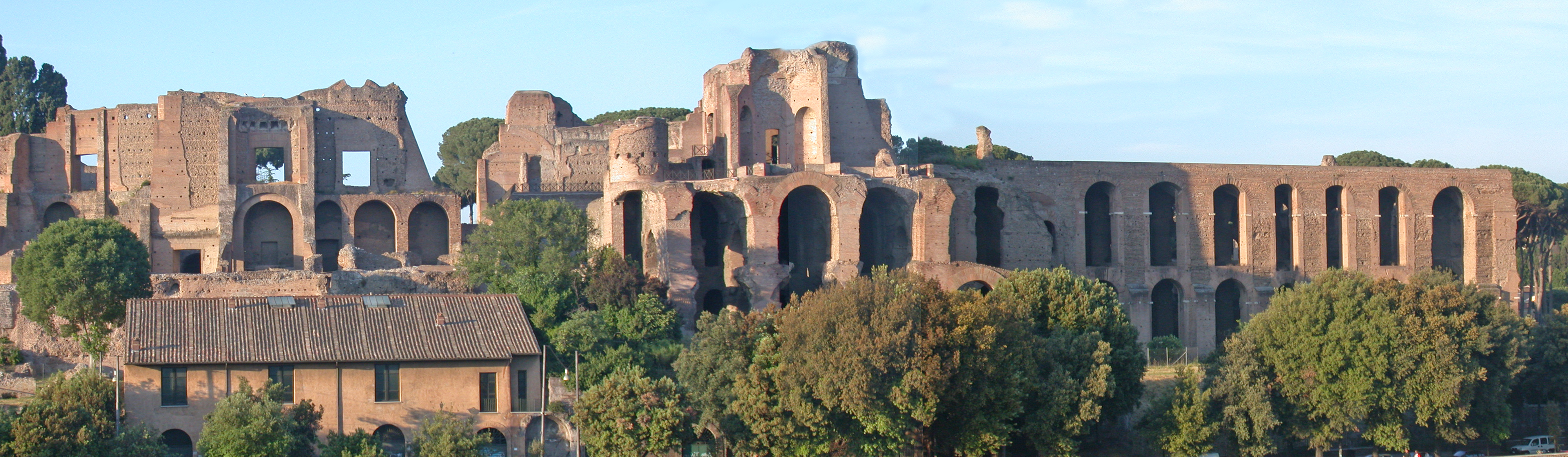
Domus Augustana.
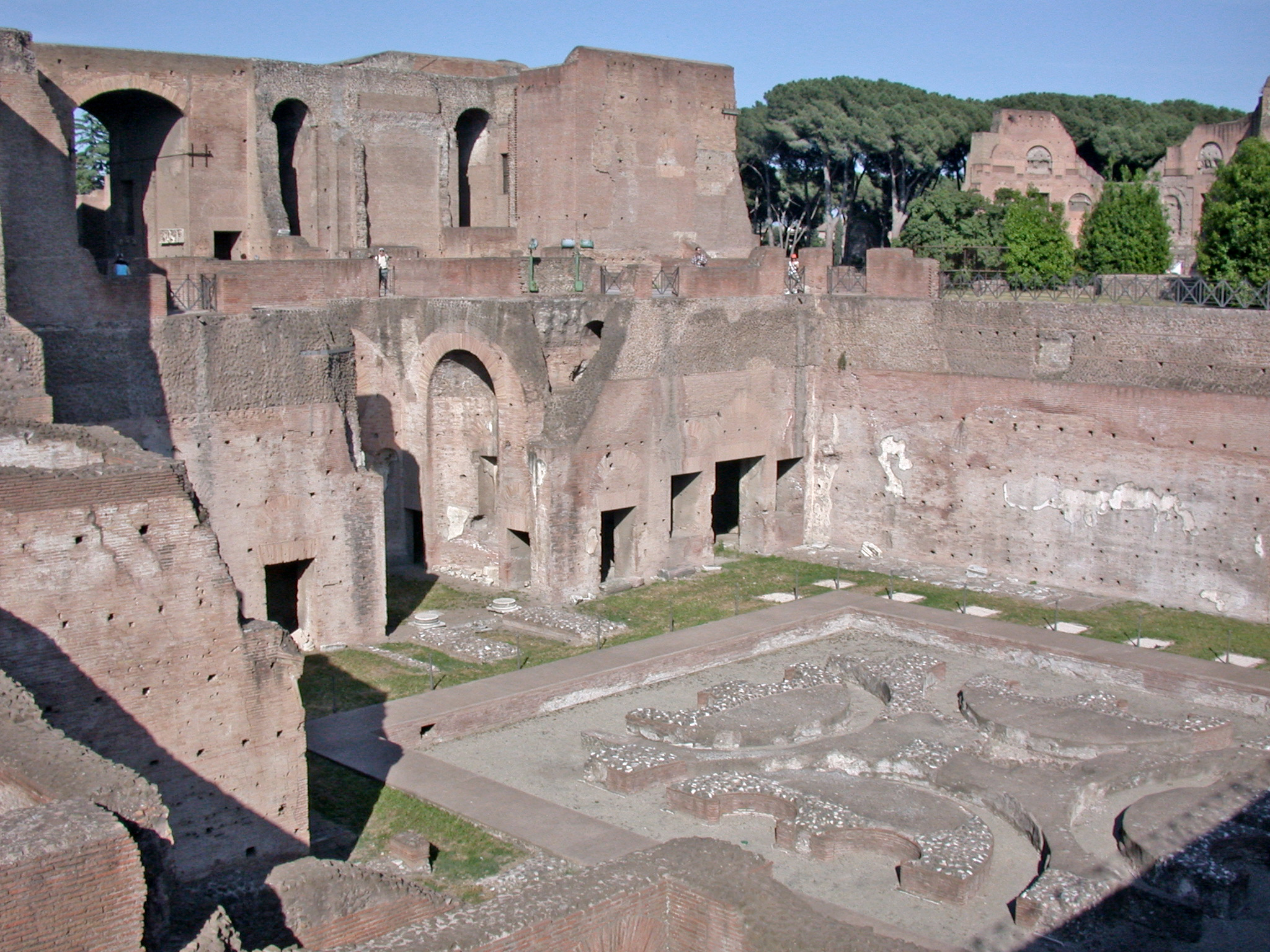
Cour intérieure de la Domus Augustana.

### Regio XI: Cirque Maxime
La onzième région prend le nom du Circus Maximus qui en occupe une bonne partie. Elle s'étend sur tout le long de la vallée de la Murcia, comprise entre l'Aventin et le Palatin, jusqu'au Vélabre, comprenant le Forum Boarium et l'extrémité du Pont Sublicius. Elle est bordée au nord par les regiones VIII et X, à l'est par les regiones I et XII, au sud par la regio XIII et à l'ouest par le Tibre.
Selon les Régionnaires, la regio XI a un périmètre de 11 500 pieds, soit 3 400 mètres. Au IVe siècle, la région est divisée en dix-neuf vici gérés par deux curatores et 48 vicomagistri. Elle contient 2 600 insulae et 89 domus. Les habitants disposent de 19 édicules, 16 horrea, 15 balnea, 20 fontaines et 16 boulangeries.
| Notitia du Chronographe de 354                  | Traduction | Plan                                                             |
| ----------------------------------------------- | --- | ---------------------------------------------------------------- |
| Qui capit loca CCCCLXXXV • Duodecim portas      | Circus Maximus qui peut accueillir 485 000 spectateurs et ses « Douze Portes », faisant référence aux stalles de départ (carceres). | Délimitation de la Regio XI Circus Maximus dans la Rome antique. |
| Templum Solis et Lunae                          | Temple de Sol et Luna. | Délimitation de la Regio XI Circus Maximus dans la Rome antique. |
| Aedem Matris deum et Iovis arboratoris          | Temple de Magna Mater et de Jupiter Arboratoris.                                                                                    | Délimitation de la Regio XI Circus Maximus dans la Rome antique. |
| Cererem • Aedem Ditis patris • Templum Mercurii | Temple de Cérès, Liber et Libera et temple de Mercure.                                                                              | Délimitation de la Regio XI Circus Maximus dans la Rome antique. |
| Portam trigeminam                               | Porte Trigémine du Mur Servien. | Délimitation de la Regio XI Circus Maximus dans la Rome antique. |
| Apollinem caelispicem                           | Sanctuaire d'Apollon Caelispice (« qui regarde le ciel »).                                                                          | Délimitation de la Regio XI Circus Maximus dans la Rome antique. |
| Herculem olivarium • Fortunium                  | Temple d'Hercule Olivarius et Temple de Portunus.                                                                                   | Délimitation de la Regio XI Circus Maximus dans la Rome antique. |
| Velabrum                                        | Quartier du Vélabre. | Délimitation de la Regio XI Circus Maximus dans la Rome antique. |
| Arcum divi Constantini                          | Arc de Constantin divinisé. | Délimitation de la Regio XI Circus Maximus dans la Rome antique. |

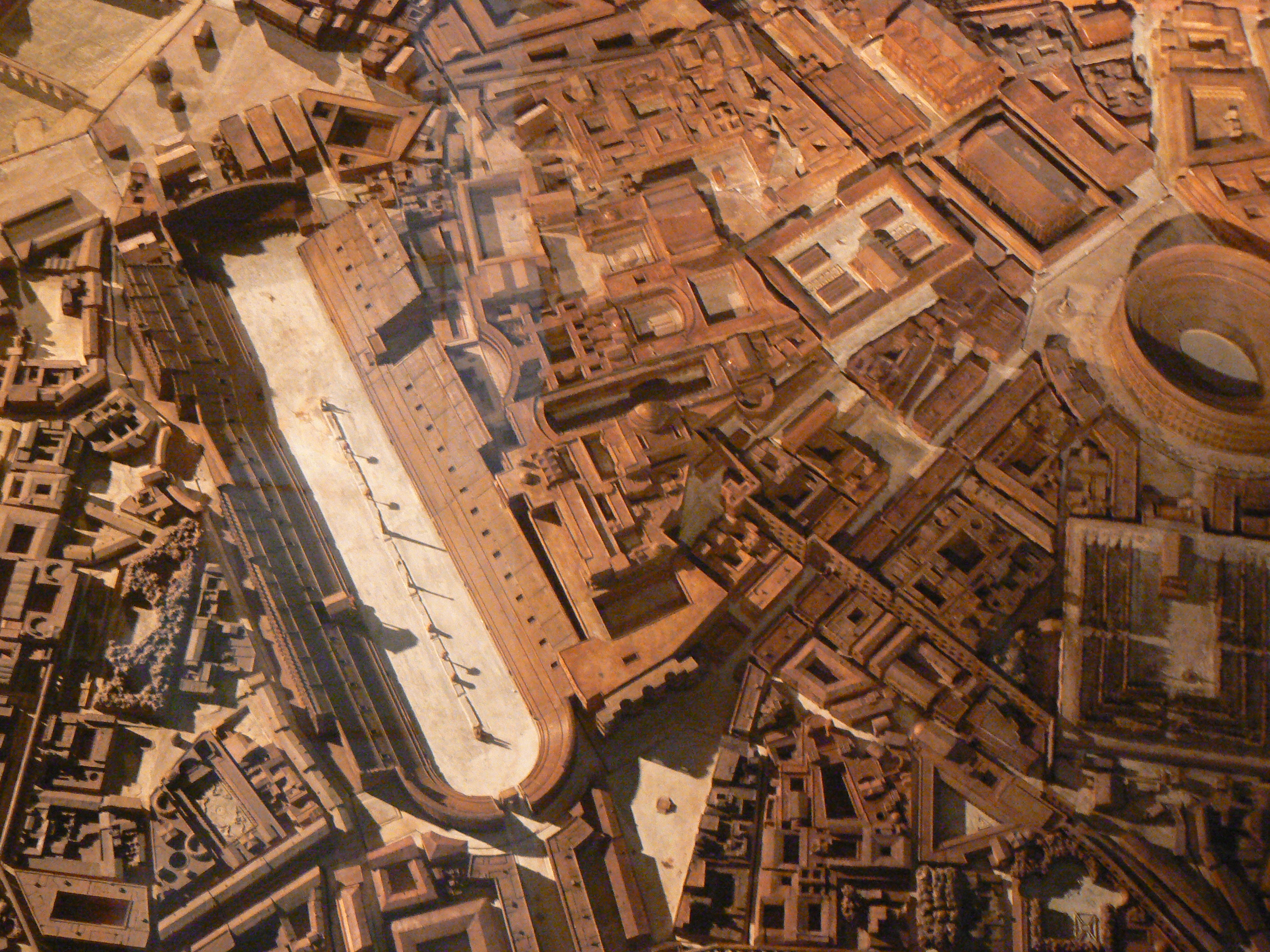
Le Circus Maximus sur la maquette de Paul Bigot.
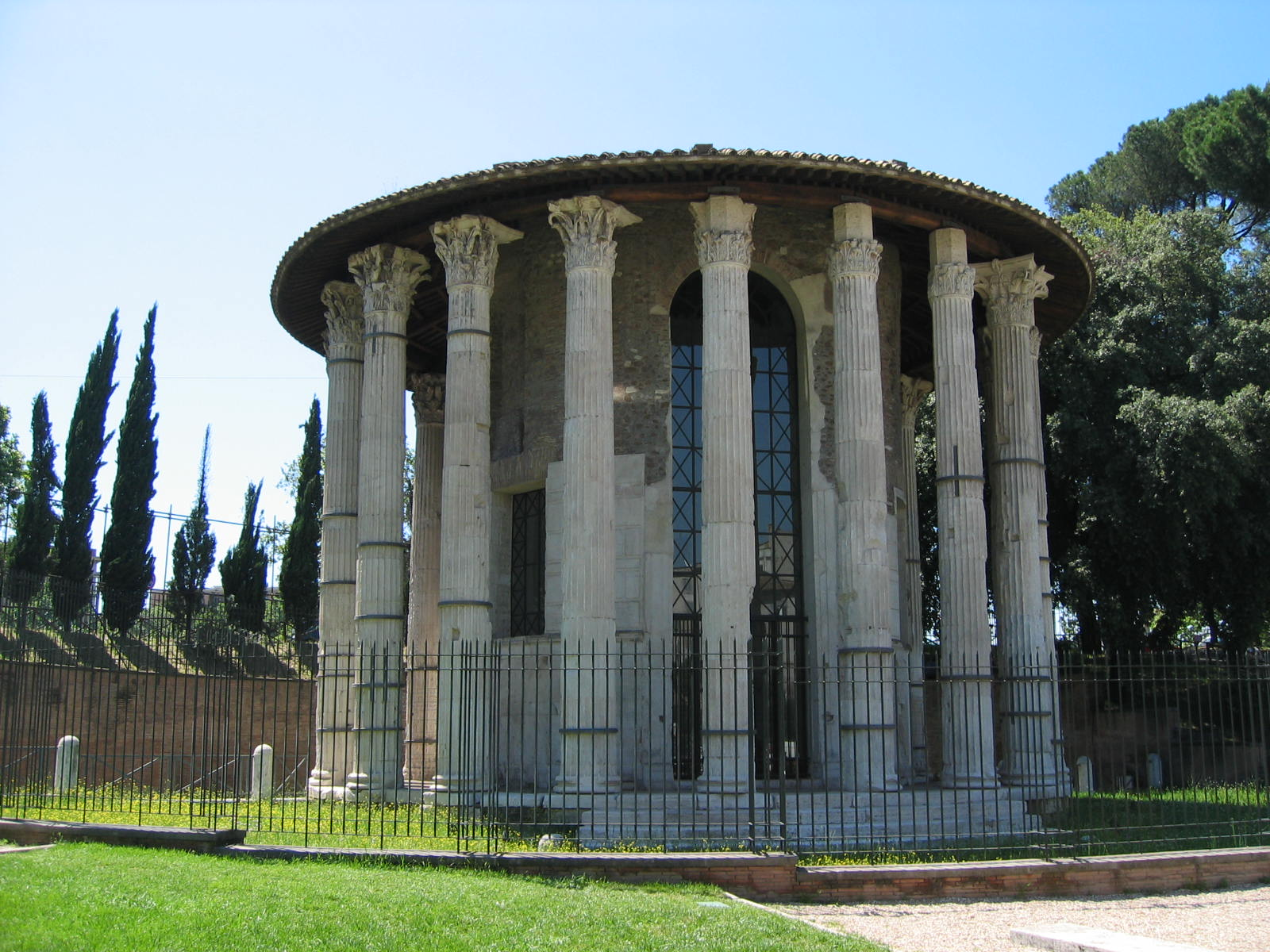
Le temple d'Hercule Olivarius sur le Forum Boarium.
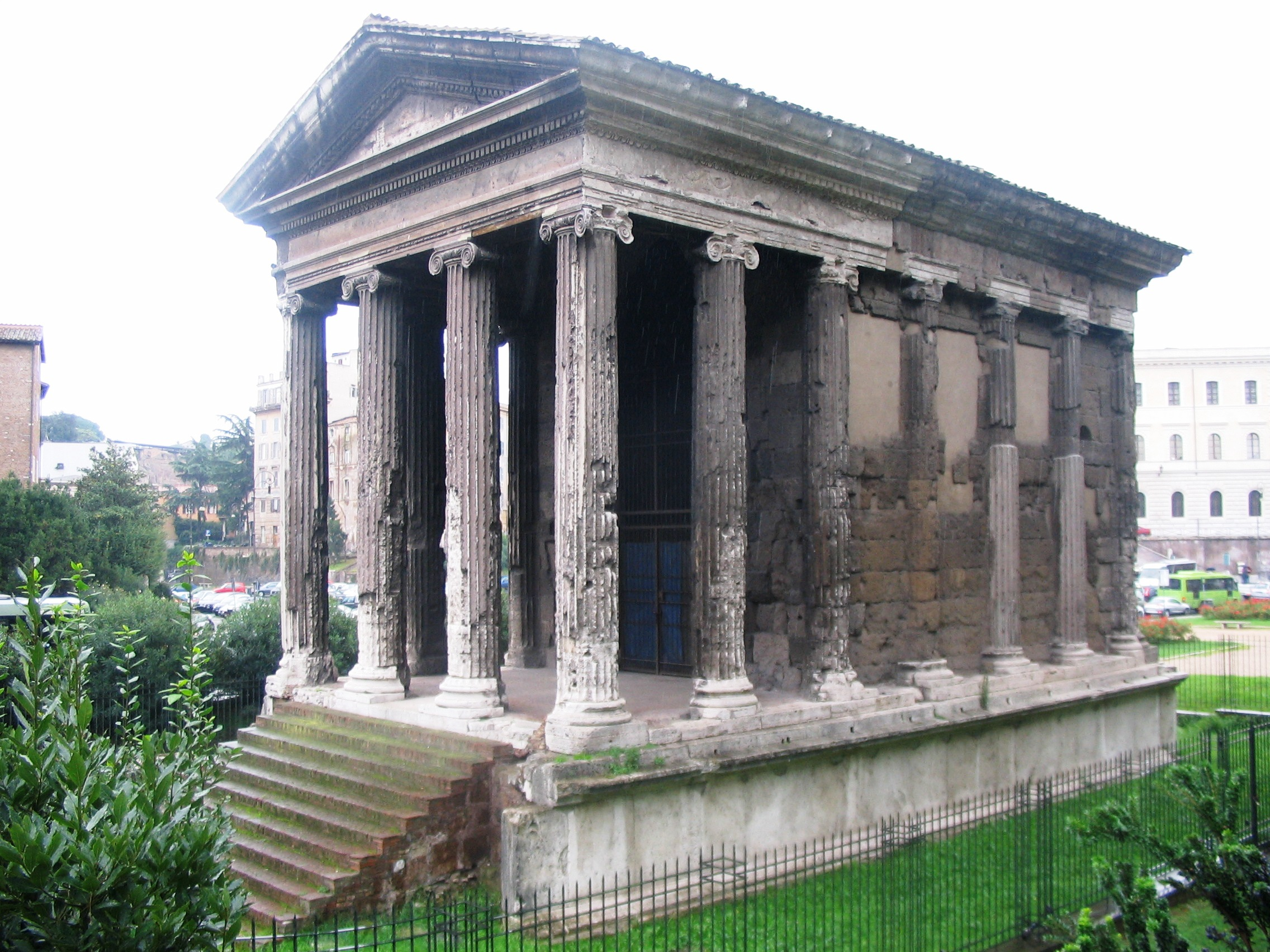
Temple de Portunus.

### Regio XII: Bains publics
La douzième région tire son nom d'un monument qui disparaît durant l'Empire, la Piscina Publica mentionnée pour la première fois en 215 av. J.-C. et qui n'existe plus au IIe siècle selon Festus. Elle se situe entre la Voie Appienne au nord, l'Aventin à l'ouest, et le mur d'Aurélien au sud et à l'est. Elle est donc bordée par la regio I au nord-est, la regio XI au nord et la regio XIII à l'ouest.
Selon les Régionnaires, la regio XII a un périmètre de 12 000 pieds, soit 3 550 mètres. Au IVe siècle, la région est divisée en dix-sept vici gérés par deux curatores et 48 vicomagistri. Elle contient 2 487 insulae et 113 domus. Les habitants disposent de 17 édicules, 27 horrea, 63 balnea, 81 fontaines et 20 boulangeries.
| Notitia du Chronographe de 354    | Traduction                                                                                               | Plan                                                               |
| --------------------------------- | --- | ------------------------------------------------------------------ |
| Aream radicarium                  | Area Radicaria, place occupée par un marché aux légumes.                                                 | Délimitation de la Regio XII Piscina Publica dans la Rome antique. |
| Viam novam • Clivium delfini      | Quelques rues de la région : Via Nova et Clivus Delphini.                                                | Délimitation de la Regio XII Piscina Publica dans la Rome antique. |
| Fortunam mammosam                 | Sanctuaire dédiée à la Fortune.                                                                          | Délimitation de la Regio XII Piscina Publica dans la Rome antique. |
| Isidem Athenodoriam               | Statue d'Isis du sculpteur grec Athenodorus.                                                             | Délimitation de la Regio XII Piscina Publica dans la Rome antique. |
| Aedem Bonae deae subsaxaneae      | Temple de Bona Dea.                                                                                      | Délimitation de la Regio XII Piscina Publica dans la Rome antique. |
| Thermas Antoninianas              | Thermes de Caracalla.                                                                                    | Délimitation de la Regio XII Piscina Publica dans la Rome antique. |
| Privata Adriani                   | Maison qu'occupe Hadrien lorsqu'il est adopté par Trajan.                                                | Délimitation de la Regio XII Piscina Publica dans la Rome antique. |
| Septem domos Parthorum            | Les « Sept Maisons des Parthes ».                                                                        | Délimitation de la Regio XII Piscina Publica dans la Rome antique. |
| Campum lanatarium                 | Place des marchands de bovins.                                                                           | Délimitation de la Regio XII Piscina Publica dans la Rome antique. |
| Domum Cilonis • Domum Cornificiae | Maison de Lucius Fabius Cilo, consul en 204, et maison d'Annia Cornificia Faustina, sœur de Marc Aurèle. | Délimitation de la Regio XII Piscina Publica dans la Rome antique. |
| Cohortem IIII vigilum             | Caserne de la IVe cohorte de vigiles.                                                                    | Délimitation de la Regio XII Piscina Publica dans la Rome antique. |

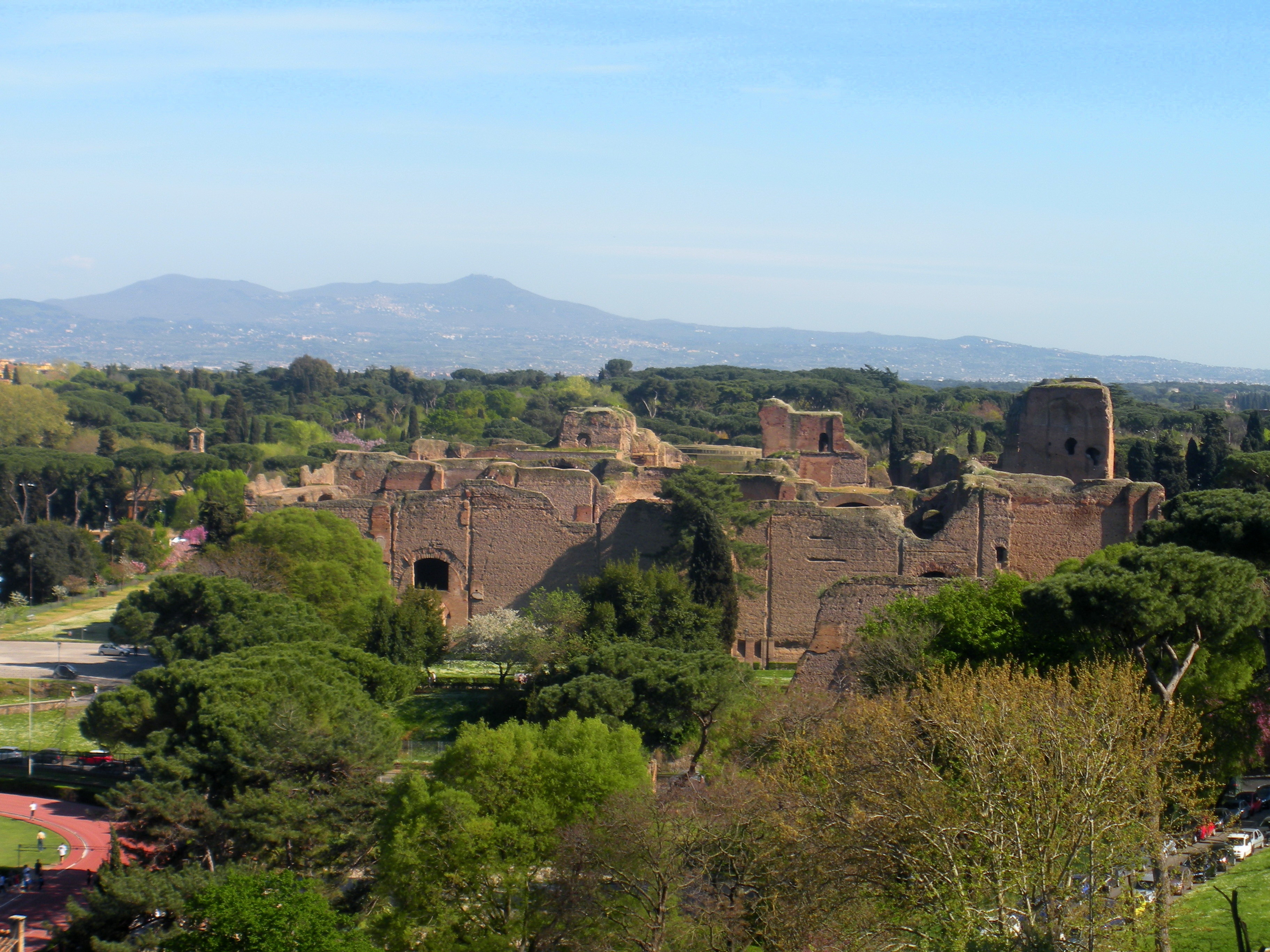
Vue d'ensemble des ruines des thermes de Caracalla.
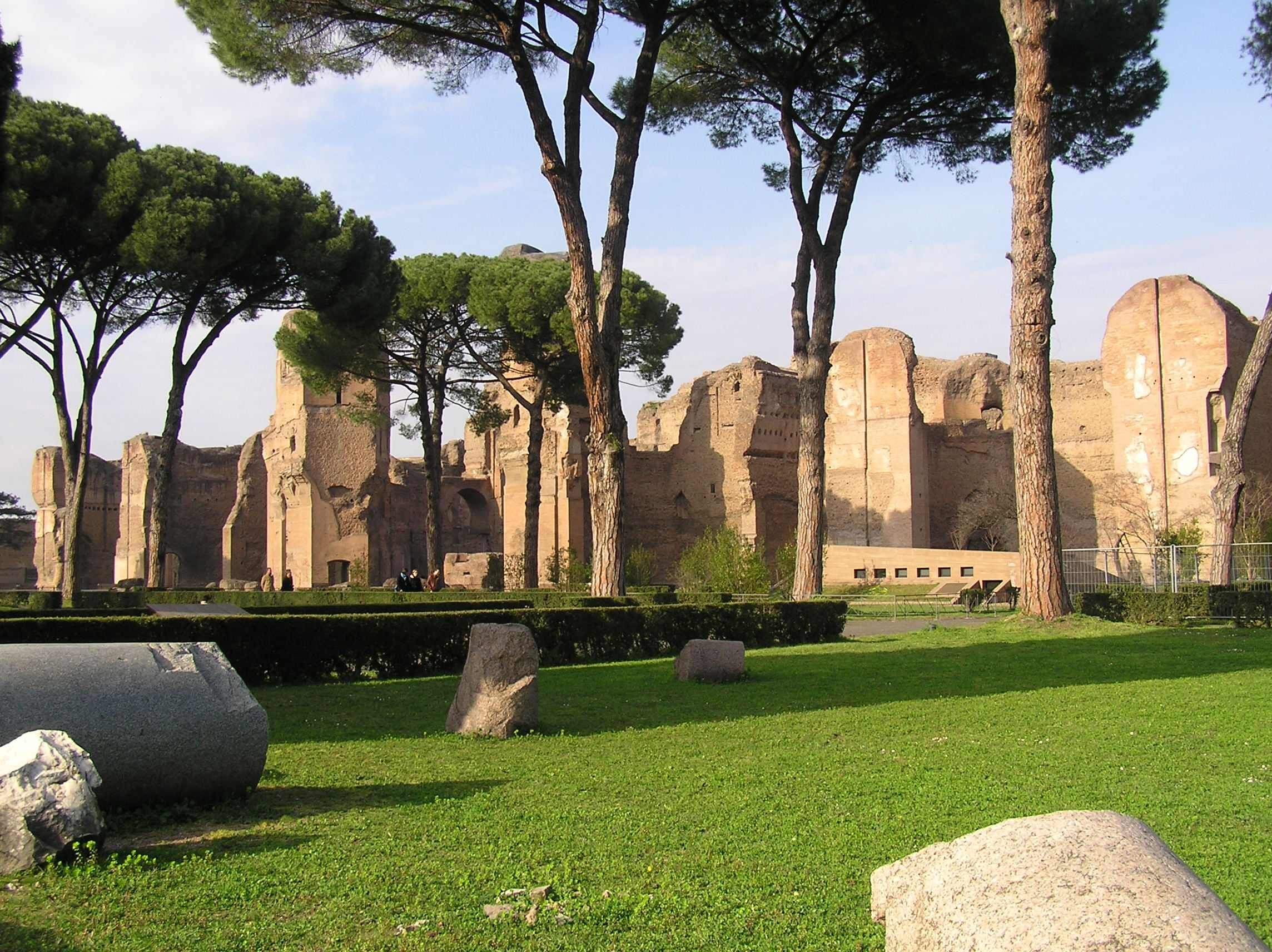
Vestiges des principaux murs.
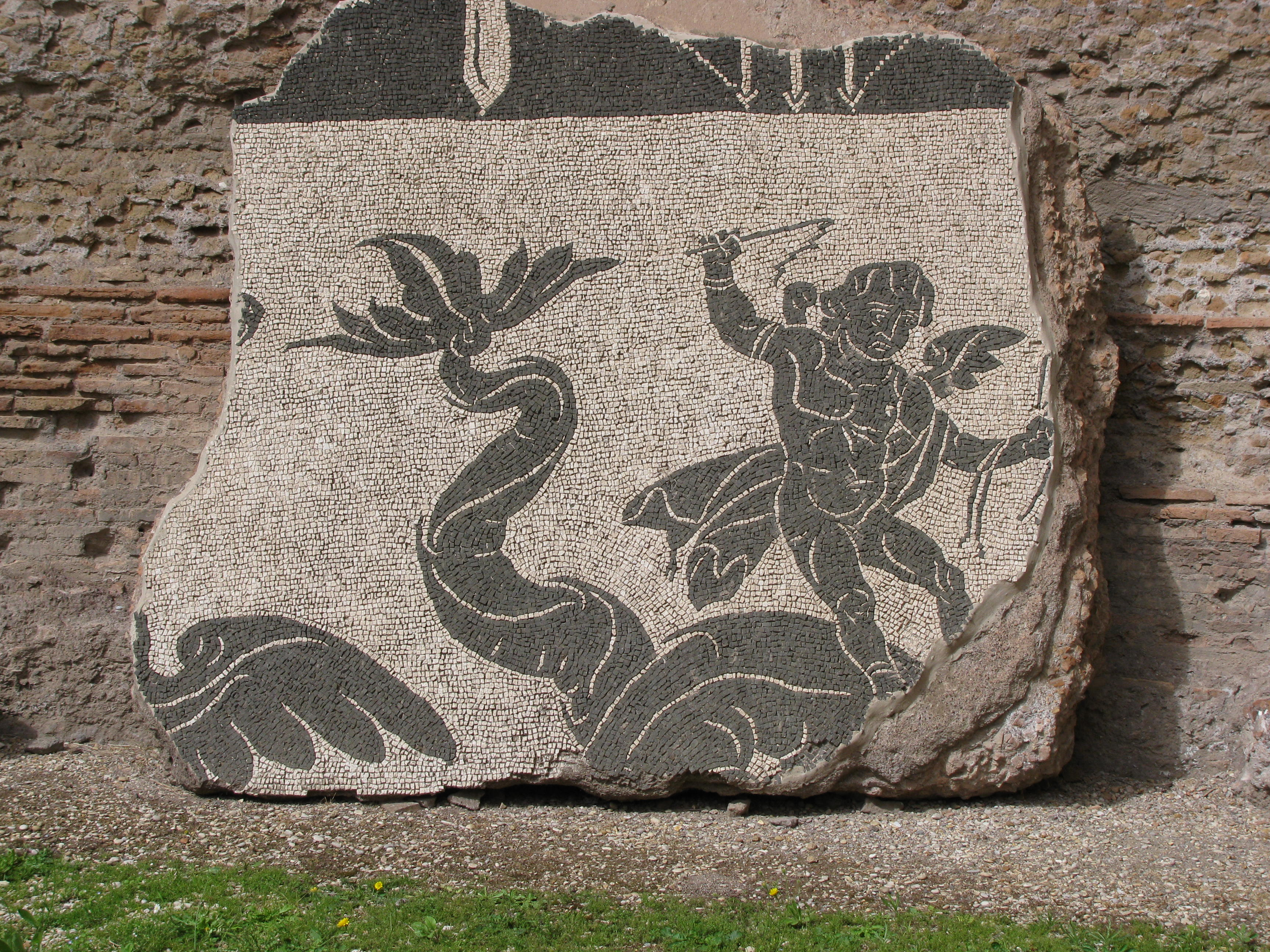
Détail d'une mosaïque des thermes.

### Regio XIII: Aventin
Cette treizième région s'étend sur tout l'Aventin dont elle tire son nom. Elle comprend aussi le principal port fluvial de Rome : l'Emporium et le mont Testaceus. Elle est délimitée au nord par la 'regio XI, à l'est par la regio XII et au sud et à l'ouest par le Tibre.
Selon les Régionnaires, la regio XIII a un périmètre de 18 000 pieds, soit 5 328 mètres. Au IVe siècle, la région est divisée en dix-huit vici gérés par deux curatores et 48 vicomagistri. Elle contient 2 487 insulae et 130 domus. Les habitants disposent de 18 édicules, 35 horrea, 44 balnea, 89 fontaines et 20 boulangeries.
| Notitia du Chronographe de 354 | Traduction | Plan                                                          |
| ------------------------------ | --- | ------------------------------------------------------------- |
| Armilustrium                   | Espace public situé au sommet de l'Aventin où se déroule la cérémonie de purification des armes après les campagnes militaires de l'année. | Délimitation de la Regio XIII Aventinus dans la Rome antique. |
| Templum Dianae et Minervae     | Temple de Diane Aventine et temple de Minerve.                                                                                             | Délimitation de la Regio XIII Aventinus dans la Rome antique. |
| Nymfea tria                    | Les « Trois Nymphées ». | Délimitation de la Regio XIII Aventinus dans la Rome antique. |
| Thermas Surae et Decianas      | Thermes de Sura et Decius. | Délimitation de la Regio XIII Aventinus dans la Rome antique. |
| Dolocenum                      | Sanctuaire de Jupiter Dolichenus. | Délimitation de la Regio XIII Aventinus dans la Rome antique. |
| Privata Traiani                | Maison privée occupée par Trajan lors de son adoption par Nerva.                                                                           | Délimitation de la Regio XIII Aventinus dans la Rome antique. |
| Mappam Auream                  | La « Carte d'Or ». | Délimitation de la Regio XIII Aventinus dans la Rome antique. |
| Platanonis                     | La « Plantation », probablement une rue ou un quartier.                                                                                    | Délimitation de la Regio XIII Aventinus dans la Rome antique. |
| Horrea Galbae et Aniciana      | Entrepôts de Galba et des Anicii. | Délimitation de la Regio XIII Aventinus dans la Rome antique. |
| Porticum fabarium              | Portique fabarien, marché aux légumes. | Délimitation de la Regio XIII Aventinus dans la Rome antique. |
| Scalas Cassi                   | Les escaliers de Cassius. | Délimitation de la Regio XIII Aventinus dans la Rome antique. |
| Forum pistorium                | Forum des meuniers. | Délimitation de la Regio XIII Aventinus dans la Rome antique. |

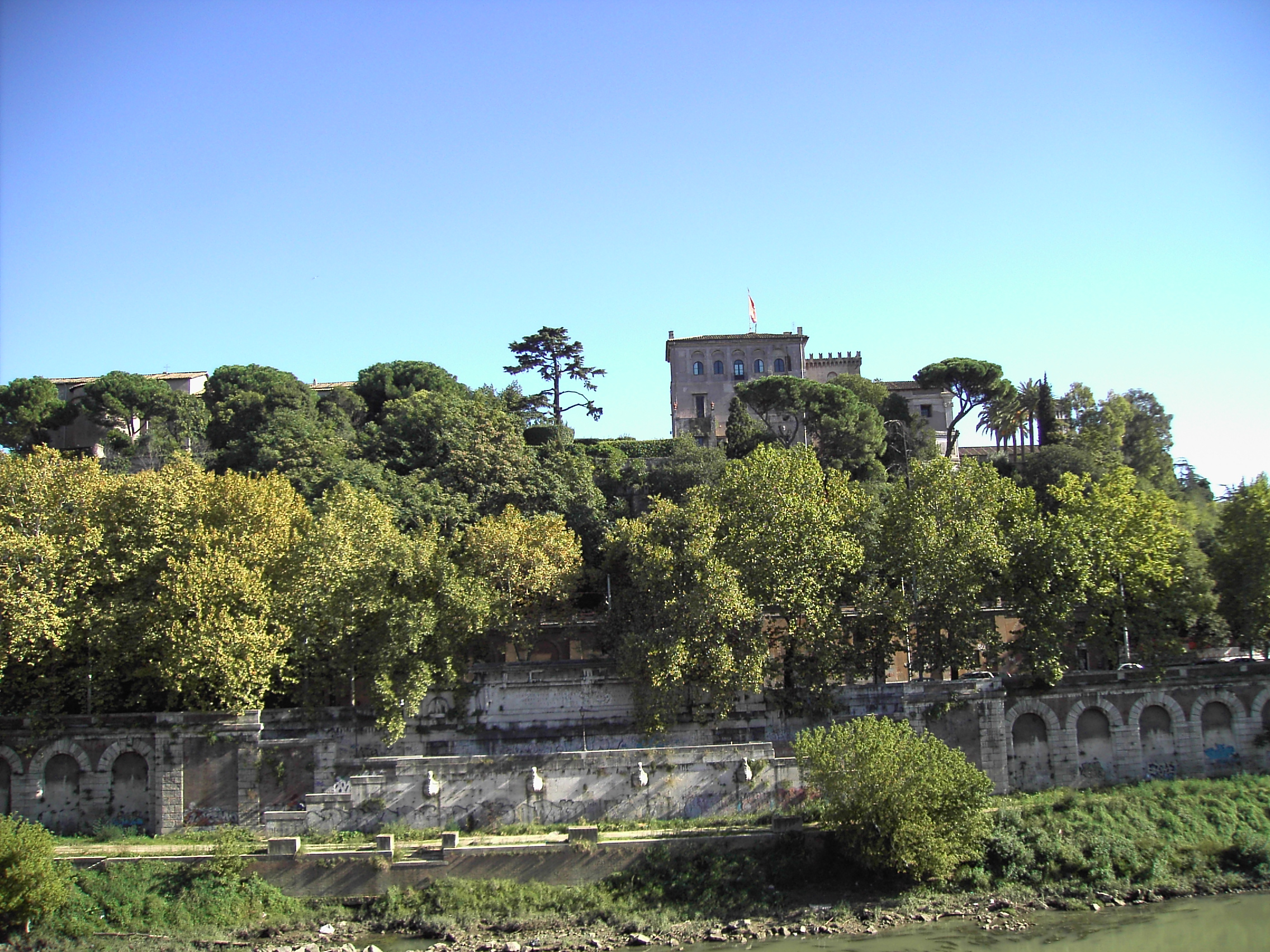
L'Aventin depuis le Tibre.
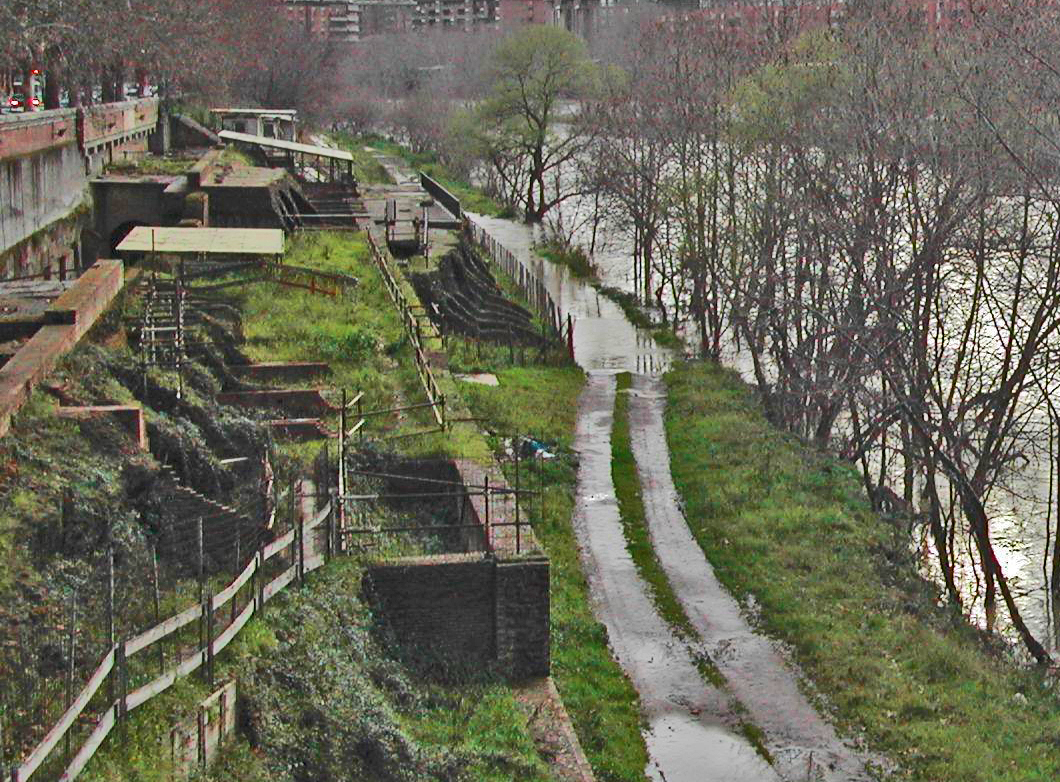
Vestiges des quais de l'Emporium.
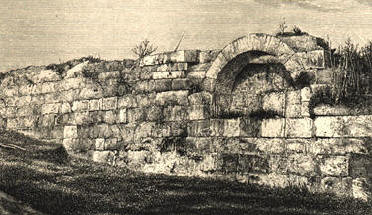
Section du Mur Servien sur l'Aventin.

### Regio XIV: Transtiberim
Le nom de cette quatorzième région signifie « au-delà du Tibre », c'est-à-dire de l'autre côté du Tibre, sur la rive droite, par rapport au centre historique de Rome. La regio XIV comprend toute la zone de Rome de l'autre côté du Tibre à l'intérieur du mur d'Aurélien, le quartier actuel du Trastevere, mais aussi une partie de la plaine vaticane au nord et la région des grands jardins au sud.
Selon les Régionnaires, la regio XIV a un périmètre de 33 388 pieds, soit 9 883 mètres. Au IVe siècle, la région est divisée en soixante-dix-huit vici gérés par deux curatores et 48 vicomagistri. Elle contient 4 405 insulae et 150 domus. Les habitants disposent de 78 édicules, 22 horrea, 86 balnea, 180 fontaines et 24 boulangeries.
| Notitia du Chronographe de 354                                         | Traduction | Plan                                                            |
| ---------------------------------------------------------------------- | --- | --------------------------------------------------------------- |
| Gaianum et Frigianum                                                   | Cirque de Caligula et de Néron et Phrygianum, sanctuaire de Magna Mater. | Délimitation de la Regio XIV Transtiberim dans la Rome antique. |
| Naumachias et Vaticanum                                                | Naumachie d'Auguste et naumachie de la plaine vaticane. | Délimitation de la Regio XIV Transtiberim dans la Rome antique. |
| Hortos Domities • Hortos Getes                                         | Jardin de Domitius et jardin de Geta. | Délimitation de la Regio XIV Transtiberim dans la Rome antique. |
| Ianiculum • Molinas                                                    | Colline du Janicule et ses moulins à eau. | Délimitation de la Regio XIV Transtiberim dans la Rome antique. |
| Balineum Ampelidis Prisci et Dianae                                    | Bains d'Ampelis, de Priscus et de Diane. | Délimitation de la Regio XIV Transtiberim dans la Rome antique. |
| Statuam Valerianum                                                     | Statue de Valerius. | Délimitation de la Regio XIV Transtiberim dans la Rome antique. |
| Cohortem VII vigilum                                                   | Caserne de la VIe cohorte de vigiles couvrant les regiones XI et XIV. | Délimitation de la Regio XIV Transtiberim dans la Rome antique. |
| Caput Gorgonis                                                         | « Tête de Gorgone ». | Délimitation de la Regio XIV Transtiberim dans la Rome antique. |
| Herculem sub terram medium cubantem sub quem plurimum auri positus est | Hercule « reposant sous le centre de la Terre, sous lequel une grande quantité d'or a été déposée ». | Délimitation de la Regio XIV Transtiberim dans la Rome antique. |
| Fortis Fortunae                                                        | Temple de Fors Fortuna. | Délimitation de la Regio XIV Transtiberim dans la Rome antique. |
| Corariam Septimianam                                                   | Collège de tanneurs institué par Septime Sévère ou Caracalla qui font bâtir de nombreuses tanneries sous contrôle de l'État. Du fait des odeurs dégagées et de leur besoin en eau, les tanneries sont installées à la périphérie, le long du fleuve.                | Délimitation de la Regio XIV Transtiberim dans la Rome antique. |
| Campum Bruttianum et Codetanum                                         | Campus Bruttianus, probablement en référence à la gens Bruttia qui devait avoir des intérêts sur la rive droite. Codeta ou Campus Codetanus, dépression marécageuse faisant partie du Nemus Caesarum, correspondant à la partie occupée par la naumachie d'Auguste. | Délimitation de la Regio XIV Transtiberim dans la Rome antique. |
| Castra lecticariorum                                                   | Caserne des porteurs de litières impériaux, organisés selon un modèle militaire depuis Auguste comme le montre le fait qu'ils soient installés dans des castra et encadrés par des decuriones lecticariorum.                                                        | Délimitation de la Regio XIV Transtiberim dans la Rome antique. |

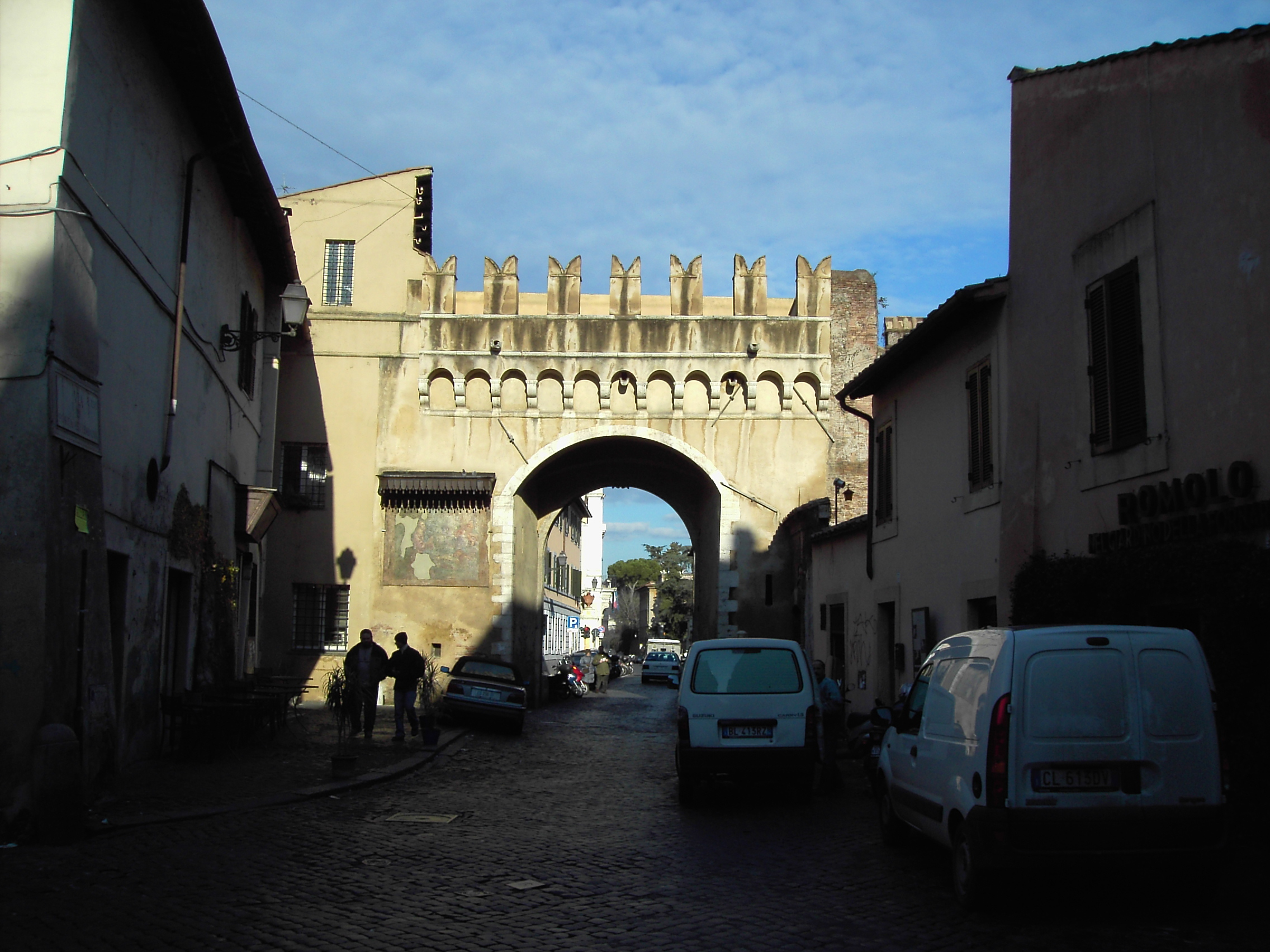
Porta Settimiana du mur d'Aurélien.
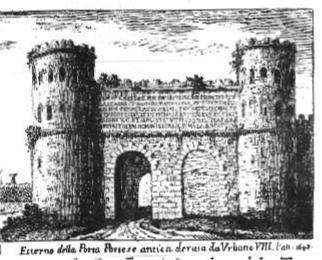
Porta Portuensis.
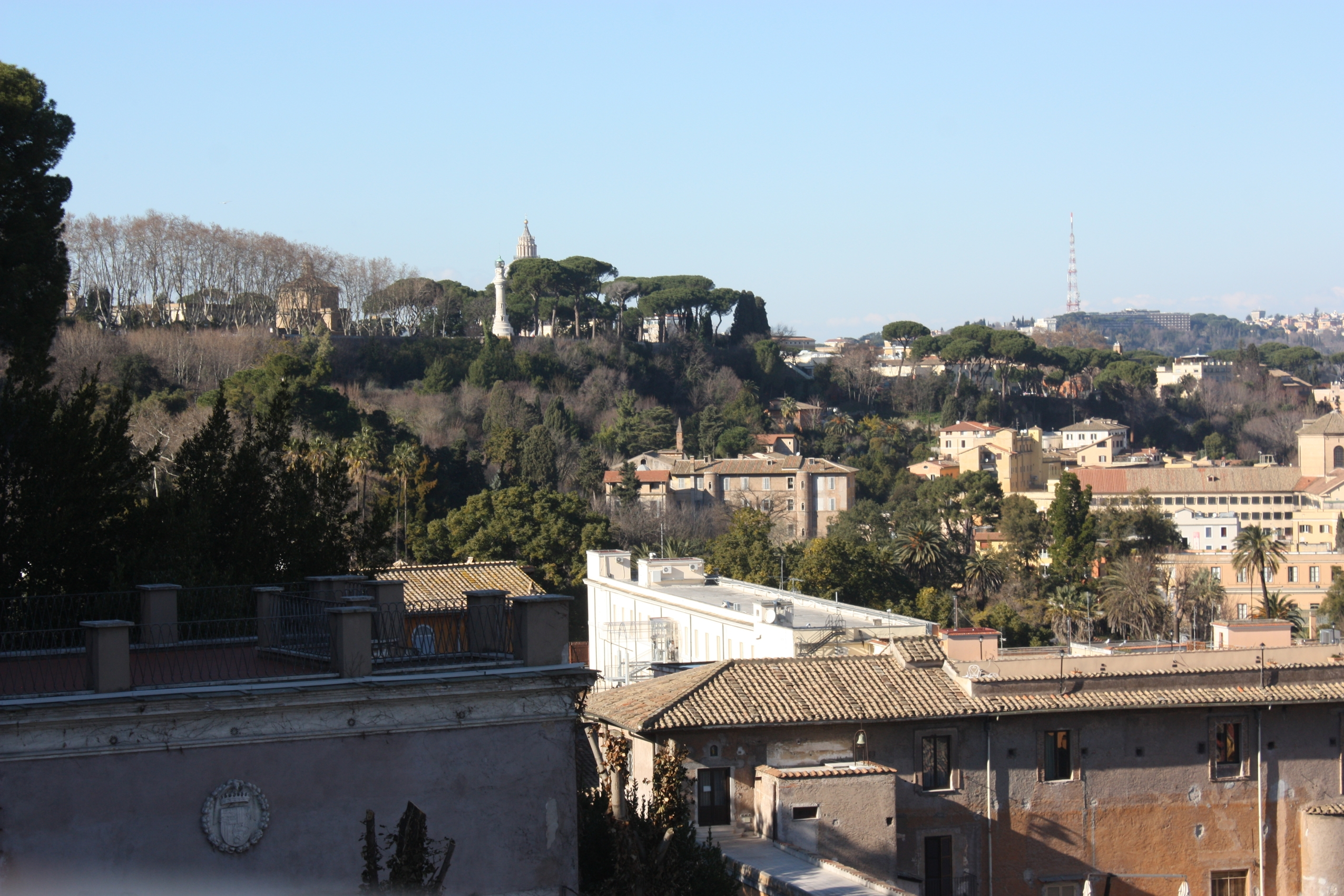
Colline du Janicule.